# Gerresheim

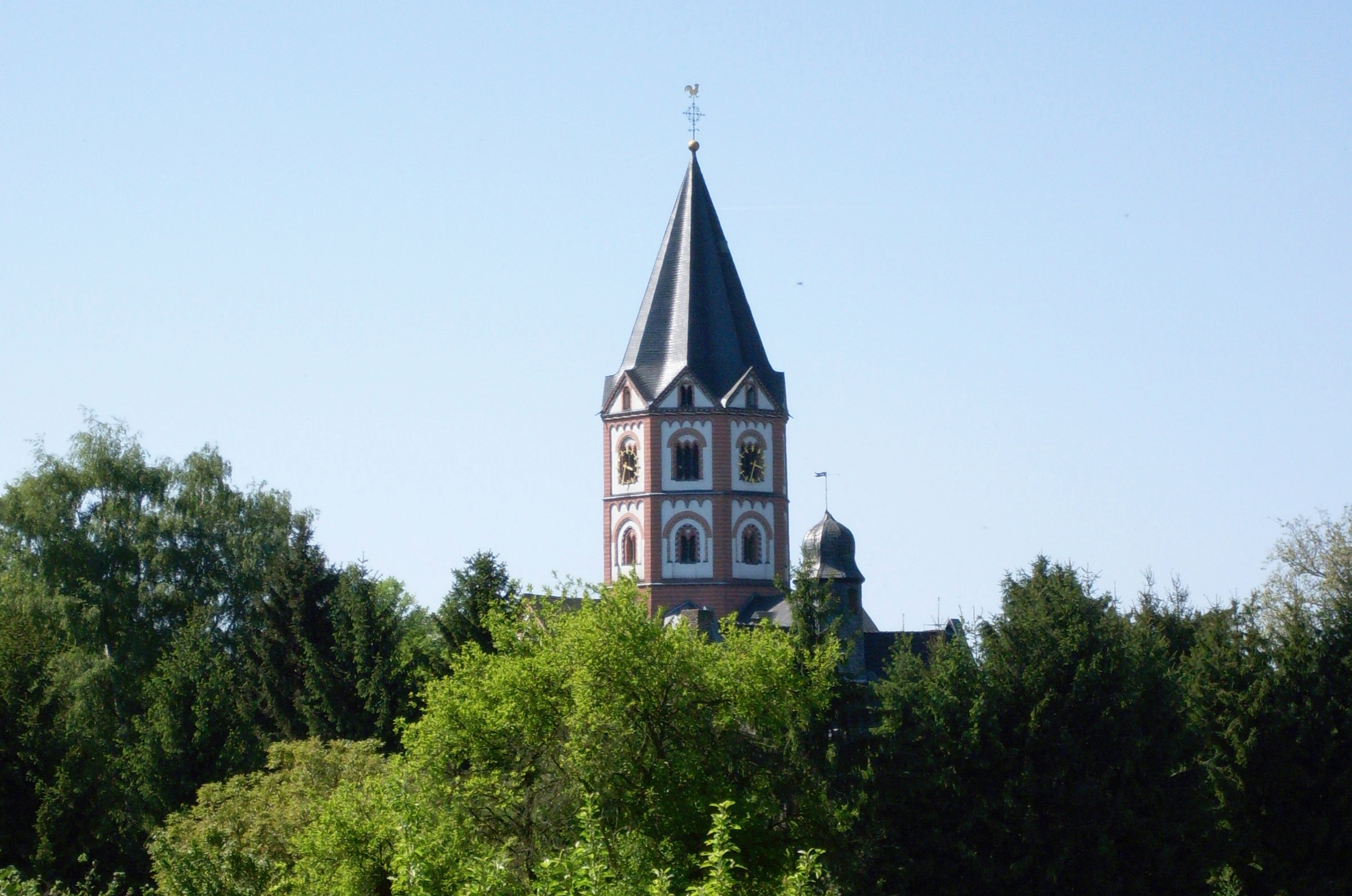
Gerresheim von Osten gesehen: Basilika und Quadenhof

Gerresheim ist ein Stadtteil von Düsseldorf und liegt im Stadtbezirk 7 im Osten der Stadt an den Randhöhen des Niederbergischen Landes. Die ehemals eigenständige Stadt ist eine von vier städtischen Siedlungen, die sich im Mittelalter auf dem heutigen Düsseldorfer Stadtgebiet entwickelt haben. Die Ursprünge des Ortes liegen in einem Frauenstift des 9. Jahrhunderts. Der Name des Ortes wurde durch die dort – ehemals – ansässige Gerresheimer Glashütte über Deutschland hinaus bekannt. 1909 wurde Gerresheim nach Düsseldorf eingemeindet; der Ort hat den Charakter einer eigenständigen Kleinstadt bewahrt. Ende Dezember 2016 hatte der Stadtteil 29.585 Einwohner und eine Fläche von 6,74 Quadratkilometern.

## Geographie

### Lage
Gerresheim liegt im Osten Düsseldorfs. Benachbarte Stadtteile sind im Norden Ludenberg, im Nordwesten Grafenberg, im Westen Flingern-Nord und Lierenfeld und im Süden Vennhausen und Unterbach. Im Osten grenzt Gerresheim an die Stadt Erkrath im Kreis Mettmann.

### Klima

Niederschlag in Gerresheim

Das Klima in Gerresheim entspricht im Wesentlichen dem des Düsseldorfer Raumes. Es ist ozeanisch geprägt mit häufig nördlichen und westlichen Windströmungen, die feuchte Luftmassen herantragen, die jedoch an den Ausläufern der Höhenzüge häufiger abregnen als es im übrigen Stadtgebiet der Fall ist. So liegt der Niederschlag in Gerresheim im langjährigen Mittel mit 832 mm pro Jahr deutlich über dem für das gesamte Stadtgebiet gemessenen Durchschnitt von 770 mm pro Jahr. Aufgrund der Lage am Rande eines großstädtischen Ballungsraumes, einer lockeren Bebauung und der Einbettung in Grünflächen und Wälder von drei Seiten hat der Ort ein Dorfklima. Dies und die etwas höhere Lage sowie östliche Fallwinde sorgen insgesamt für gering niedrigere Temperaturen als in anderen Gebieten der Stadt. Im Sommer führt dies zu angenehmeren Nachttemperaturen und im Winter zu häufigeren Schneefällen.

### Geologie und naturräumliche Gliederung

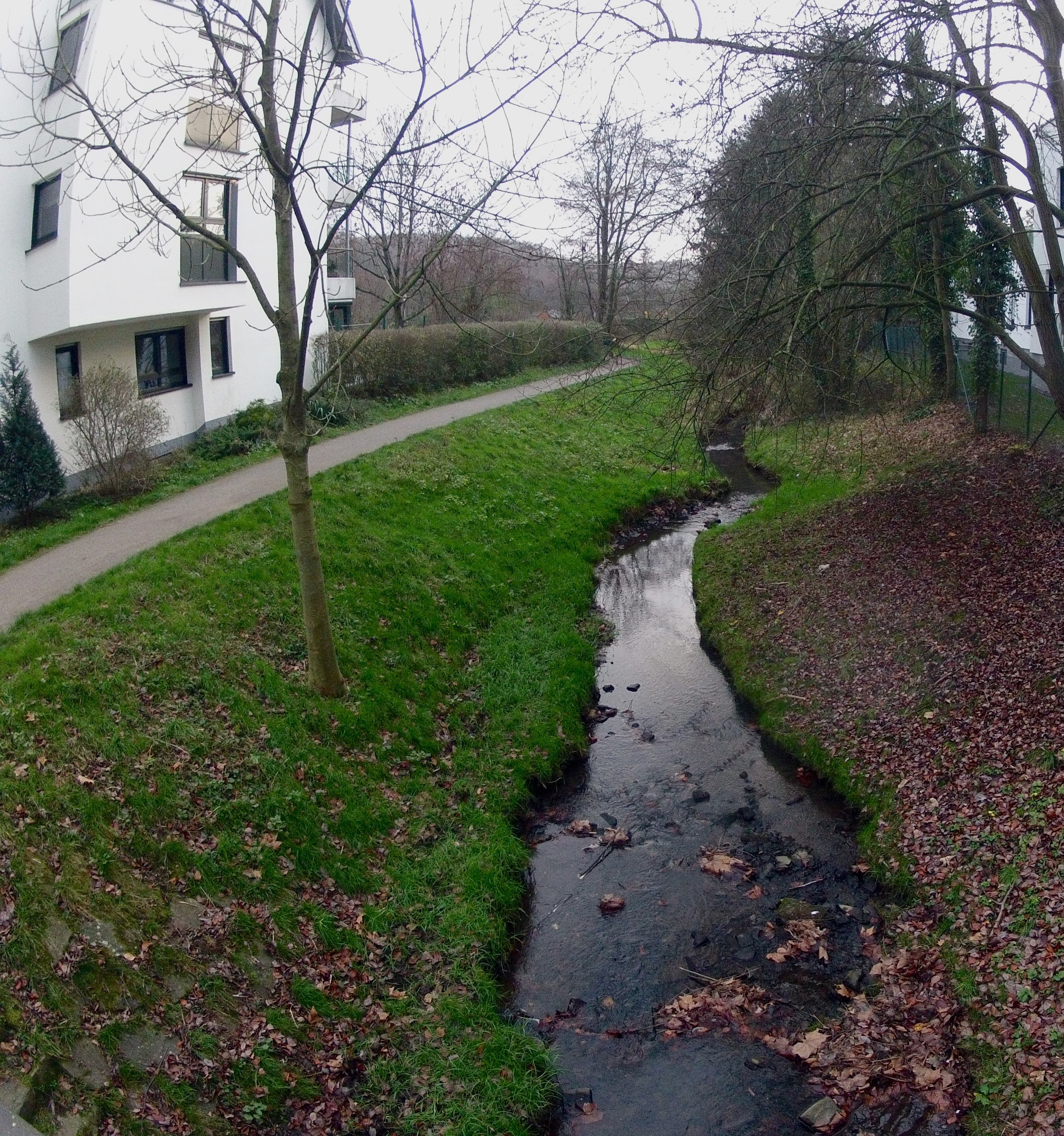
Der Pillebach in Gerresheim

Wie die gesamte Niederrheinische Bucht war Gerresheim für viele Millionen Jahre Teil eines Meeres, woran der im Süden des Ortes gelegene Sandberg (auch Hardenberg genannt) erinnert. Im Tertiär zog sich das Meer zurück, während der Rhein hier zunächst ein Delta bildete und sich später sein heutiges Flussbett grub. 

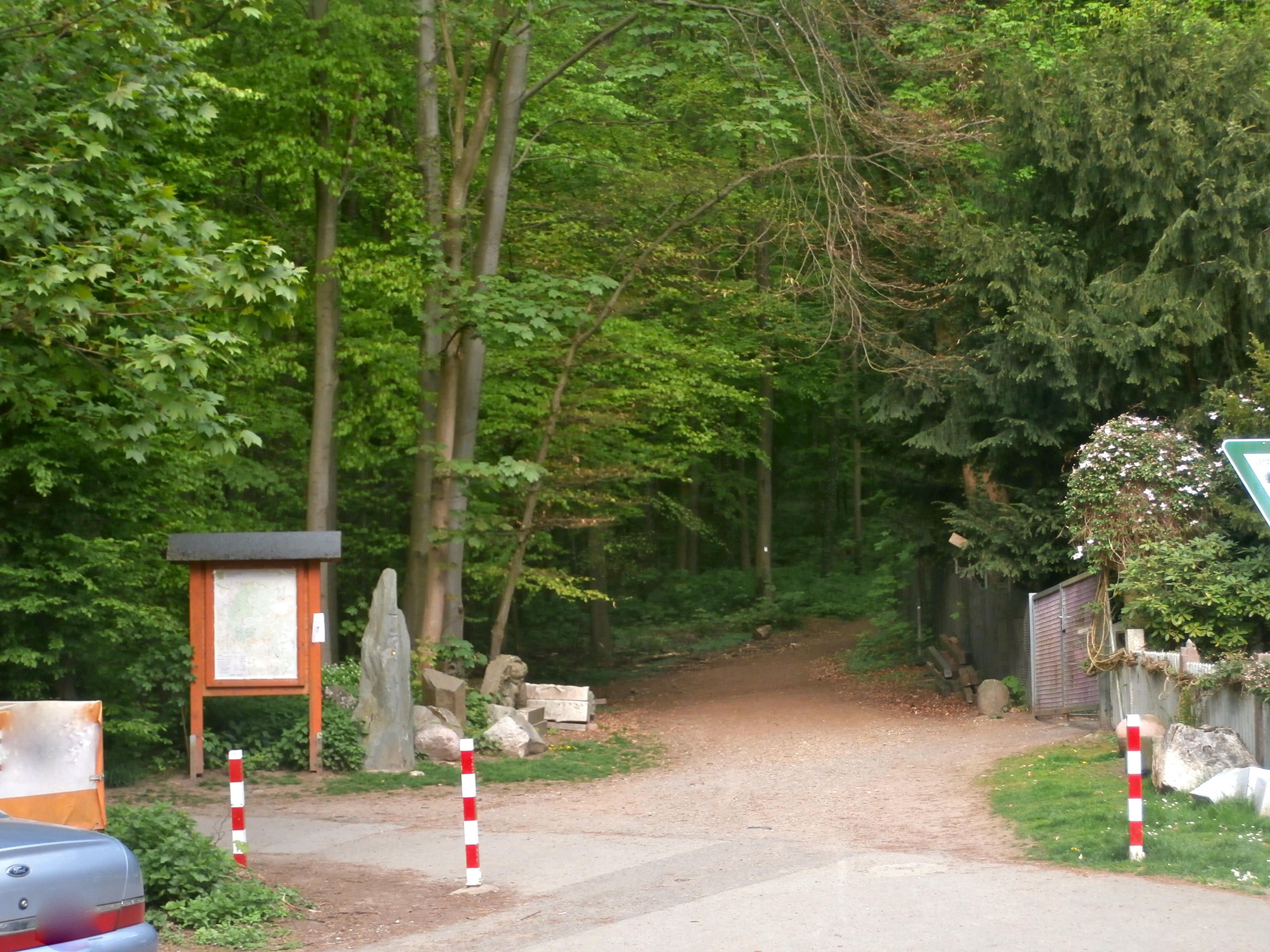
Eingang des Gerresheimer Waldes

Gerresheim liegt unmittelbar unterhalb der Gerresheimer Höhen, die dort die Kante der Hochterrasse des Rheins bilden. In dieser Übergangszone von der Mittel- zur Hochterrasse ist das Gelände, im Gegensatz zu weiten Teilen des Düsseldorfer Stadtgebietes, sehr bewegt. Der niedrigste Punkt Gerresheims liegt im Westen auf 42 m, der höchste auf dem östlichen Höhenzug auf 114 m und der historische Ortskern selbst auf etwa 64 m. An der Torfbruchstraße ist der Übergang von der Ebene zu den Höhen abrupt in Form einer deutlichen Geländekante sichtbar. Östlich des Ortskerns fließt unterhalb des Höhenzuges von Nord nach Süd der Pillebach, ein Zufluss der nördlichen Düssel, die, von Erkrath kommend, Gerresheim im Westen durchfließt. Die abfließenden Niederschläge der Hochflächen sowie ein hoher Grundwasserstand (Schichtenwasser) führten in diesem Bereich zur Entstehung eines weitläufigen Sumpfgeländes, das über Jahrhunderte größtenteils trockengelegt wurde.

## Geschichte

### Von den Ursprüngen bis zur Stadterhebung

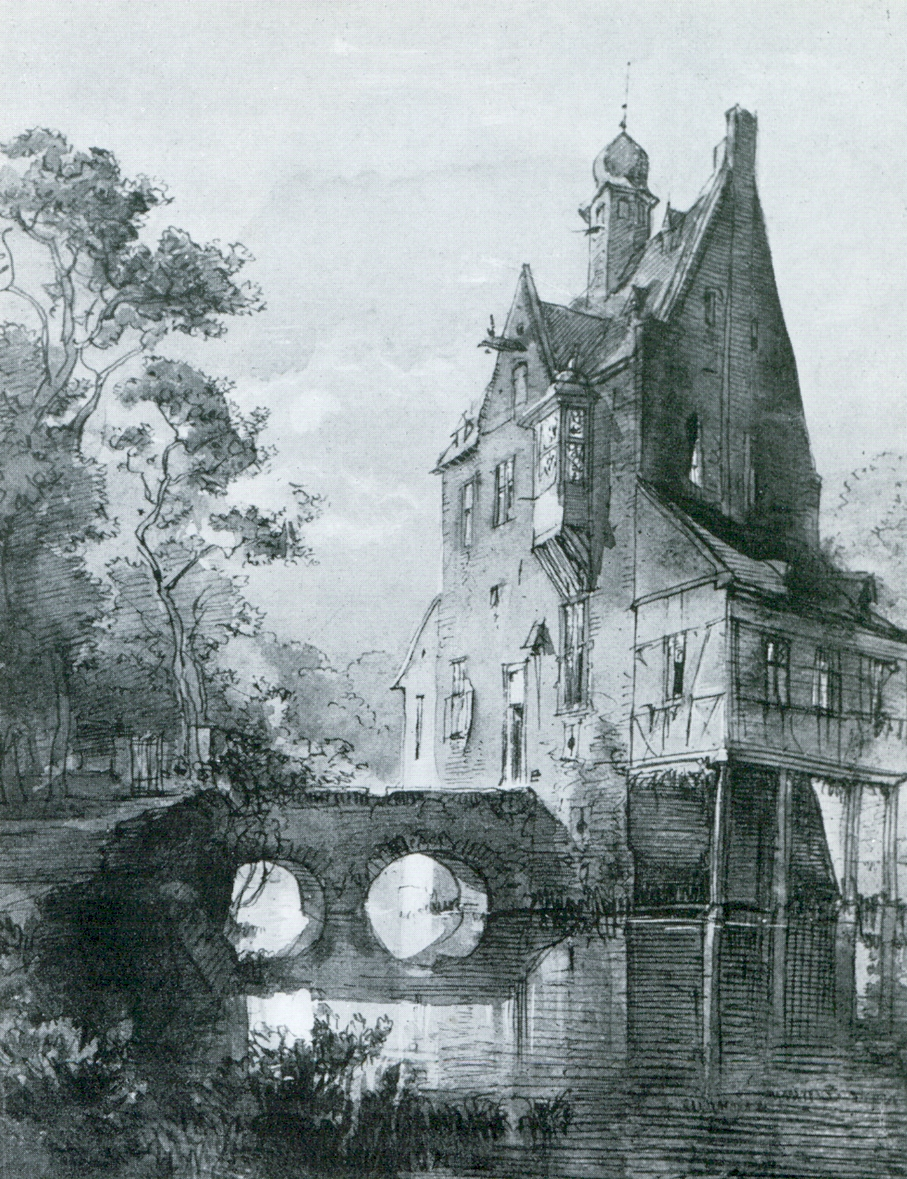
Der Quadenhof um 1840, Federzeichnung von Caspar Scheuren

Die ersten Zeugnisse menschlicher Besiedlung im Raum Gerresheim stammen aus der Jungsteinzeit. Im Norden Gerresheims sowie im Bereich Unter den Eichen und der Dreherstraße wurden Gräberfelder aus der älteren Eisenzeit und an der Quadenhofstraße Siedlungskeramik aus dem 1. Jahrhundert v. Chr. gefunden. Aus römischer Zeit stammen die Überreste eines germanischen Brandgrabes mit römischer Keramik als Beigabe.
Das erste überlieferte Ereignis ist die Gründung eines Frauenstifts im letzten Drittel des 9. Jahrhunderts durch den fränkischen Adeligen Gerrich auf seinem Gut im Pillebachtal. Dieses Jahr wird überwiegend als das Gründungsjahr des Ortes angesehen.
Entsprechend einer Urkunde vom 13. August 882 war Ende des 9. Jahrhunderts im Ort bereits eine Kirche vorhanden. In dieser Urkunde verpflichtete sich eine Familie in „Gerricheshaim“ zum „Wachszins“ und „Kurmede“ für die dem heiligen Hypolit geweihte Kirche.
Weitere Urkunden des frühen 10. Jahrhunderts lassen vermuten, dass Gerresheim bereits früh ein kirchlicher und kultureller Mittelpunkt war. Auf die Gründung folgten friedliche Jahrzehnte des kontinuierlichen Aufbaues. Von den Normannenüberfällen Ende des 9. Jahrhunderts blieb Gerresheim verschont. Während der Ungarneinfälle brandschatzte eine kleine Streitmacht von Magyaren im Jahre 919 das Stift und zerstörte es fast vollständig. Die männlichen Bewohner wurden getötet oder als Geiseln entführt und die Bewohner des Stiftes flüchteten.
Nach dem Überfall wurden die zerstörten Anwesen wieder aufgebaut und im Laufe der Zeit entwickelte sich um das Stift ein Ort mit Marktplatz. Bereits Ende des 10. Jahrhunderts war Gerresheim ein Ort mit Privilegien.
Kaiser Otto II. bestätigte dem Frauenstift am 12. Ostermonat (April) 976 das Recht, einen Zoll in Gerresheim zu erheben. Kaiser Heinrich II. bestätigte dieses Zollrecht am 11. Heumonat (Juli) 1019 erneut.
Zu Beginn des 13. Jahrhunderts wurde mit dem Bau einer neuen großen Stiftskirche begonnen. Vermutlich im Jahre 1236 wurde sie, die heutige Basilika St. Margareta, eingeweiht. Südlich davon, auf dem Gerricusplatz, stand die viel kleinere Pfarrkirche von 1142. Für die Verwaltung und Vertretung nach außen war ein Vogt zuständig. Möglicherweise war der im Jahre 1056 genannte Vogt Adolf identisch mit dem gleichnamigen Vogt des Klosters Werden, Adolf von Berg. 1298 wurde das erste steinerne Wohnhaus erwähnt. Verwaltungsmäßig gehörte der Ort zum 1363 gegründeten Amt Mettmann.

### Gerresheimer Frauenstift
Wie bereits angeführt, wurde das Stift in der zweiten Hälfte des 9. Jahrhunderts durch den Edelherrn „Gerrich“ gegründet. Die Bestätigung des Stiftes erfolgte nach Meinung mehrerer Historiker, darunter Hugo Weidenhaupt, auf der Kölner Synode im September 870. In einer Urkunde von 874 bestätigte die Tochter von Gerrich, Äbtissin Regenbierg, eine Stiftung in Gerresheim durch ihren Vater und schenkte dem Kloster ihre Erbgüter.
Das Gerresheimer Stift gehört damit zu den ältesten Kanonissenstiften der Erzdiözese Köln. Eine erste direkte urkundliche Erwähnung des Stiftes stammt allerdings erst aus den Jahren 905/906.
Beim Überfall durch die Ungarn 919 wurden die Gebäude des Stiftes weitgehend zerstört, aber die Äbtissin und die Kanonissinnen konnten rechtzeitig fliehen. Bei der Flucht ins Kölner Sankt-Ursula-Stift wurden die Reliquien des Stiftspatrons, des Heiligen Hippolyt, mitgenommen. Erst über tausend Jahre später, im Jahre 1953, kehrten die Überreste des Stiftspatrons nach Gerresheim zurück.

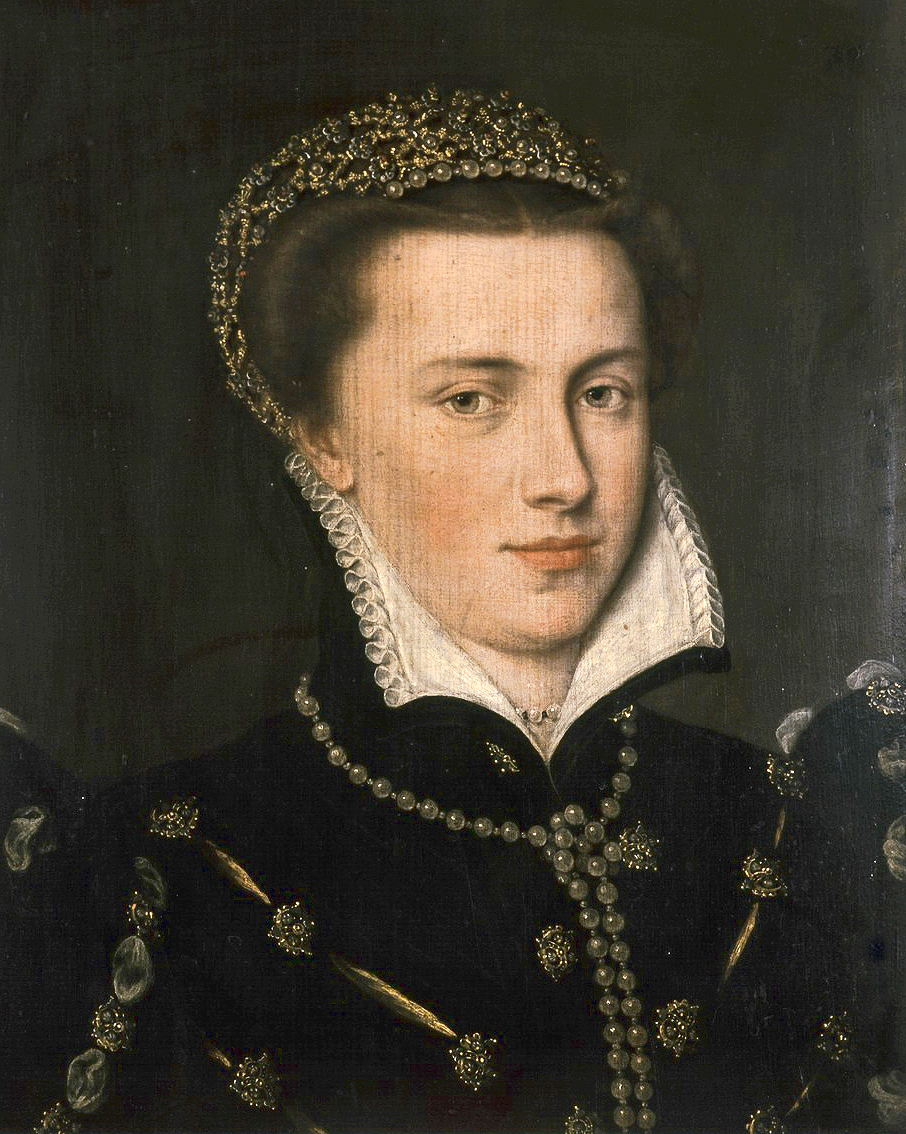
Agnes von Mansfeld-Eisleben, Kanonissin des Stifts Gerresheim

Der Wiederaufbau der zerstörten Gebäude des Stifts erfolgte in der zweiten Hälfte des 10. Jahrhunderts. Im Jahre 970 weihte der Kölner Erzbischof Gero eine neue Kirche ein. Kaiser Otto II. bestätigte im Jahre 976 dieser neu errichteten Stiftskirche ihr Recht auf Zollerhebung.
Das Stift entwickelte sich durch die Übertragung von Pfründen und Erbschaften in den ersten Jahrhunderten ihres Bestehens zu einer wohlhabenden Einrichtung. Unter Äbtissin Gertrud (1208 bis 1215) hatte das Stift 27 Kanonissinnen.  Zur gleichen Zeit gehörte dem Stift umfangreicher Grundbesitz mit vielen Gütern und Höfen. In einer Aufstellung von 1218 wurden unter zwölf „Haupthöfen“ viele Unterhöfe angeführt. Neben den Höfen gehörten auch sieben Mühlen zum Besitz, die aber fast alle verpachtet waren.
Der Haupthof Dern, der im Gebiet von Gerresheim lag, war Sitz des „Hofs-Behandigungs- und Lehn-Gerichtes“. Ursprünglich musste dreimal im Jahr dieses Gericht unter Vorsitz des Vogtes der Stiftung und mit Beteiligung der Abgesandten der elf anderen Haupthöfe tagen. Bei diesen Sitzungen wurden alle offenen Fragen und die Abgaben und Lehnleistungen der einzelnen Höfe geklärt. Allerdings wurde im Laufe der Zeit die Bedeutung dieses „Lehn-Gerichts“ immer geringer. Beispielsweise tagte das Gericht im 16. Jahrhundert nur noch einmal im Jahr bei deutlich verringerten Zuständigkeiten.
Wie weit die Höfe im Raum Niederrhein verteilt waren, wird durch die Haupthöfe dokumentiert. Neben dem Haupthof Dern im Bereich Gerresheim waren die elf weiteren Haupthöfe: 2. Hubbelrath, 3. Erkrath (Hof de Monte), 4. Hoesel (Hof Masshof), 5. Sonnborn/Wupper, 6. Eppinghofen/Erft, 7. Keldenich/Brühl, 8. Rheinheim I (Mündelheim), 9. Gyverthem (Nonnighoven bei Dinslaken), 10. Viehof (Gerresheim), 11. Mintard (Hof Neden) und 12. Rheinheim II. Bis auf die Haupthöfe „Viehof“ und „Rheinheim II“, die Einzelhöfe waren, unterstanden den anderen Haupthöfen zum Teil bis weit über 20 Unterhöfe. Der Haupthof Dern hatte 1218 beispielsweise 65 Unterhöfe im heutigen Großraum Düsseldorf. Bei einer Aufteilung des Stiftsvermögens wurden dem Stift die Haupthöfe 1 bis 9 und der Äbtissin die Haupthöfe 10 bis 12 zugeteilt.
Durch die vielen Pfründen und Erbschaften hatte bis Ende des 15. Jahrhunderts das Stift hohe Einkünfte. Ein 1466 vorhandenes hohes Barvermögen wurde an die Stadtkasse von Gerresheim ausgezahlt und dafür die Freigabe von allen Diensten und Abgaben an die Stadt erreicht.
Ab Mitte des 16. Jahrhunderts waren durch die Reformation die allgemeinen Bedingungen für religiöse Einrichtungen generell ungünstig. Dies betraf auch das Frauenstift mit deutlich weniger Insassen und einer merklich sich verschlechternden finanziellen Situation. Durch Brände wurden die Einrichtungen des Stiftes 1550, 1568 und 1751 stark zerstört, was ebenfalls das Vermögen der Stiftung zusätzlich belastete. Während nach den ersten beiden Bränden der Aufbau zügig nach dem Brand erfolgte, war dies aus finanziellen Gründen 1751 nicht mehr möglich, da das Vermögen des Stiftes hierfür nicht mehr ausreichend war. Nur durch Hilfe des Erzbischofs Friedrich von Köln, der zeitlich befristete Kollekten zu Gunsten des Stiftes anordnete, konnte das notwendige Kapital für den Wiederaufbau durch Kirchenspenden aufgebracht werden.
Nach der Säkularisation 1803 im Deutschen Reich erfolgte 1805 die Anordnung zur Auflösung des Stiftes, die in der „Franzosenzeit“ am 23. März 1806 vollzogen wurde.

### Von der Stadterhebung bis zum Ende des 18. Jahrhunderts
Im Jahre 1368 bezeichneten sich die Grafen von Berg als erbliche Vögte von Gerresheim. Am 5. März desselben Jahres wurde das Dorf Gerresheim durch die Grafen von Berg zur Freiheit erhoben. Die verliehenen Rechte ähnelten jedoch denen anderer bergischer Städte, so dass Gerresheim de facto eine Stadt war. Dies ist auch aus den Privilegien ersichtlich, die Gerresheim gewährt wurden. Diese waren in einigen Punkten erheblicher als die von Düsseldorf und Ratingen. Beispielsweise durften die Bürger ihren Bürgermeister ohne Eingriffsmöglichkeit durch den Landesherrn direkt wählen. Weiterhin durfte der Ort nach eigenem Ermessen Abgaben für besondere Maßnahmen erheben. Dieses Recht hatte keine weitere bergische Stadt und Freiheit. Ab 1390 bestand ein vollständiger Magistrat und es wurde eine halbkreisförmige Stadtmauer angelegt. Im Osten fühlte man sich durch die Sümpfe geschützt. Zusätzlich lag dort mit dem 1423 bis 1437 von Godert von Broichhausen mit Hilfe und Genehmigung des Herzogs von Berg erbauten Quadenhof, auch Haus zu Walde genannt, die befestigte Burg der Vögte.
Mit der vollen Gerichtsbarkeit von Düsseldorf im Jahre 1371 durfte man einen eigenen Galgen an der Bergischen Landstraße errichten. Die Hinrichtungen fanden auf dem Galgenberg, heute Gallberg in Gerresheim statt. Bis Mitte des 18. Jahrhunderts wurden hier Menschen hingerichtet, entweder durch Verbrennen auf dem Scheiterhaufen oder Erhängen am Galgen.
Mit der Stadterhebung wurde aus dem Schultheißengericht ein Stadtgericht, das seine Konsultation in Ratingen einholen musste. 1435 wurde der Richter des Amtes Mettmann Vorsitzender des Gerresheimer Schöffengerichtes. 1481 wurden die Zuständigkeiten des Gerichts geteilt. Es existierte ein Stadtgericht für die eigentliche Stadt sowie ein Landgericht, das für die Honnschaften Hubbelrath, Morp, Eller, Vennhausen und Ludenberg zuständig war. 1570 wurden die Landgerichte von Gerresheim und Erkrath vereinigt.
1451 wurden vier Stadttore genannt. Seit 1465 ist mit dem Franziskanerinnenkloster Katharinenberg eine zweite geistliche Institution nachweisbar. Um 1500 hatte Gerresheim 500 Einwohner und war eine wichtige Marktstätte. Für die Bedeutung des Ortes spricht die Verwendung des Gerresheimer Maßes als Hohlmaß in weiten Teilen des Bergischen Landes vom 12. bis zum 18. Jahrhundert. Ob Gerresheim Münzprägestätte war, kann trotz des Fundes einer aus dem 14. Jahrhundert stammenden Turnose, die die Inschrift „moneta gerishem“ trägt, aufgrund fehlender weiterer Quellen nicht völlig geklärt werden.
Das 16. Jahrhundert leitete den Niedergang Gerresheims ein. 1568 kam es zu einem verheerenden Brand, bei dem das Rathaus, Gebäude des Stiftes, das Katharinenkloster, zwei Stadttürme, 22 Wohnhäuser und elf Scheunen vernichtet wurden. 1586 wurde Gerresheim in die Wirren des Truchsessischen Krieges hineingezogen. Am 6. April gelang es truchsessischen Soldaten, durch den Bau eines Damms die schützenden Sümpfe zu überwinden. Die Stadt und das Stift wurden in der Nacht zum Ostermontag ausgeplündert. Der evangelische Glauben wurde daraufhin in Gerresheim verboten. 1605 kam es erneut zu einem größeren Stadtbrand. Im Dreißigjährigen Krieg überfielen abermals protestantische Truppen die Stadt, 1624 die Brandenburger und 1635 die Schweden. Daraufhin festigte sich die katholische Tradition in Gerresheim nochmals.
Im 17. und 18. Jahrhundert zog der niedere Adel ins Gerresheimer Stift ein, dessen Bedeutung jedoch weiter abnahm. Die Stadt verarmte und wurde in der Folge wirtschaftlich und politisch bedeutungslos. Als Erich Philipp Ploennies im Jahre 1715 seine Topographia Ducatus Montani des Herzogtums Berg verfasste, stellte er bei der Beschreibung von Gerresheim fest: „Dieser Orth ist vormals sehr groß gewesen, gleich als man noch aus desselben Ringmauer absehen kann, vor izo ab sind an stadt der Häuser mehrenteils Gärten innerhalb gedachter Mauer“ und er bezeichnete Gerresheim als „sehr gering und klein“.
Neben dem Hauptgrund für den Niedergang der Stadt, der verminderten Einwohnerzahl als Folge des wirtschaftlichen Niedergangs, war ein weiterer Grund eine 1466 getroffene Vereinbarung zwischen Stift und Stadt. Damals hatte sich das Stift durch eine Zahlung von 100 Goldgulden an die Stadtkasse von allen zukünftigen Diensten und Abgaben für die Stadt freigekauft. Da diese nun fehlenden Zahlungen des Stiftes der Stadt immer stärker die einnehmbaren Zahlungen verminderten, kam es Mitte des 17. Jahrhunderts zu einer Klage gegen das Stift zum Zwecke einer Revision dieser Vereinbarung. Nach zwei Urteilen 1651 und 1659, die den Streit noch nicht beendeten, wurde am 26. Juni 1685 ein einvernehmlicher Vergleich zwischen den beiden Kontrahenten erreicht.
In den Jahren 1736 bis 1738 wurde der Ort noch einmal überregional bekannt, als dort nach 200-jähriger Pause der letzte Hexenprozess am Niederrhein stattfand. Die 14-jährige Helena Curtens und ihre 46-jährige Nachbarin Agnes Olmans wurden der Hexerei beschuldigt. Die Untersuchungen führte der Gerresheimer Amtsrichter Johann Sigismund Schwarz. Die beiden Frauen wurden der Hexerei für schuldig befunden und am 19. August 1738 in Gerresheim auf dem Gallberg öffentlich verbrannt.
Der zunehmende Niedergang von Gerresheim führte zusätzlich dazu, dass nach der Mitte des 18. Jahrhunderts der Ort wegen sehr schlechter Straßenverhältnisse nur noch beschwerlich erreichbar war. Eine Hauptverbindungsstraße, die alte Landstraße von Köln über Gerresheim nach Ratingen, versumpfte in Teilbereichen des Aaper Waldes immer mehr. Nicht viel besser sah die Verbindung nach Düsseldorf aus. Als gegen Ende des 18. Jahrhunderts eine neue befestigte Chaussee von Düsseldorf nach Elberfeld angelegt wurde, sollte diese über Gerresheim führen. Durch Einspruch des Frauenstifts – dieses befürchtete Belästigungen durch Truppenbenutzungen – wurde diese Straße (aktuell: die B7) jedoch statt über Gerresheim über Grafenberg geführt und es blieb bei der schlechten Anbindung des Ortes.

### Vom 19. Jahrhundert bis zur Eingemeindung

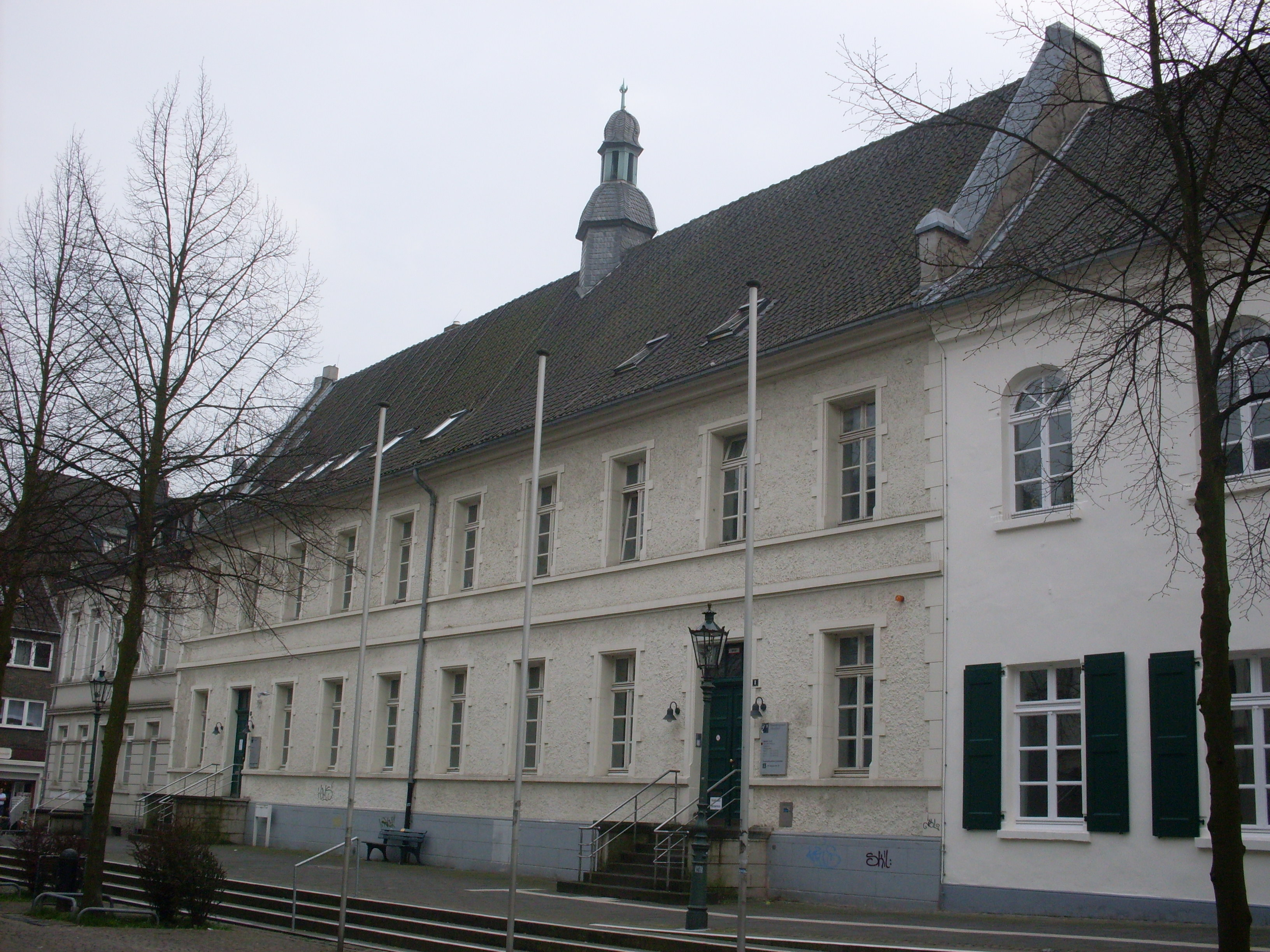
Ehemaliges Kloster Katharinenberg, heute Sitz der Bezirksverwaltungsstelle des Stadtbezirks 7

1803 wurde im Rahmen des Reichsdeputationshauptschlusses das Kanonissenstift aufgehoben. Die endgültige Schließung des Stifts erfolgte jedoch erst 1806. Die Stiftskirche wurde im Jahre 1810 der Gemeinde für die Abhaltung des Pfarrgottesdienstes gegen Bezahlung überlassen, da die südlich der Stiftskirche gelegene Pfarrkirche baufällig geworden war und schließlich abgerissen werden musste. Diesem Umstand und den Bemühungen der letzten Äbtissin Gräfin von Schönau hat Gerresheim die Erhaltung seines Wahrzeichens zu verdanken. Der Hochaltar des Stifts steht heute in der katholischen Pfarrkirche St. Peter in Kettwig.
Mit der Gründung des Großherzogtums Berg am 15. März 1806 endete auch die Zugehörigkeit der Stadt zum Amt Mettmann. Gerresheim erhielt eine französische Mairie-Verfassung und gehörte zum Canton Mettmann. Zahlreiche benachbarte Orte, darunter Erkrath, Unterbach, Ludenberg und Vennhausen, lagen wie Gerresheim im Canton Mettmann.  1809 hatte die neue Gemeinde 2700 Einwohner, darunter 869 in Gerresheim selbst. Ab 1815 gehörte die Stadt Gerresheim zum Königreich Preußen und wurde am 1. Mai 1816 in den neu gegründeten Landkreis Düsseldorf eingegliedert.
Das Kloster Katharinenberg überstand die Säkularisation und existierte bis 1834. Die Klostergebäude wurden zur Keimzelle der industriellen Entwicklung Gerresheims. Zunächst errichtete dort Emil von Gahlen seine Drahtstiftfabrik in Gebäuden auf dem Gelände des Klosters. Einige Jahre später folgte Ignaz Dreher, der seinen Betrieb von der Dammermühle im Süden der Stadt ins Zentrum an die Gräulinger Ecke Gerricusstraße verlegte. Ab 1838 baute die Düsseldorf-Elberfelder Eisenbahn-Gesellschaft ihre Trasse über das Gemeindegebiet und die Stadt erhielt einen Bahnhof. Die Märzrevolution ging zunächst an Gerresheim vorbei. Allerdings gab es eine radikal-demokratische Bewegung im Ort, die vom Gerresheimer Arzt Peter Joseph Neunzig geleitet wurde. Am 18. Oktober 1848 zog eine Gruppe von 800 Demonstranten von Düsseldorf nach Gerresheim. Unter roten und schwarz-rot-goldenen Fahnen fand eine Massenkundgebung vor St. Margareta mit 5000 Teilnehmern und dem Ruf nach der „rothen Republik“ statt. Der bekannteste Redner war Ferdinand Lassalle, der den Demonstrationszug zusammen mit seiner Geliebten Sophie von Hatzfeldt im offenen Wagen fahrend angeführt hatte.
Zu dieser Zeit gab es in Gerresheim gerade rund 300 Arbeitsplätze in verschiedenen metallverarbeitenden Betrieben. Im Norden der Stadt hatten sich mehrere große Ziegeleien angesiedelt. Die Entwicklung zur Industriestadt mit einer selbstbewussten Arbeiterschaft begann 1864, als der Bremer Unternehmer Ferdinand Heye die Gerresheimer Glashütte gründete, die Gerresheim weltbekannt machte. Bereits 1890 war die Gerresheimer Glashütte mit 1200 Beschäftigten die größte Glashütte der Welt.

### Von der Eingemeindung 1909 bis in die Gegenwart

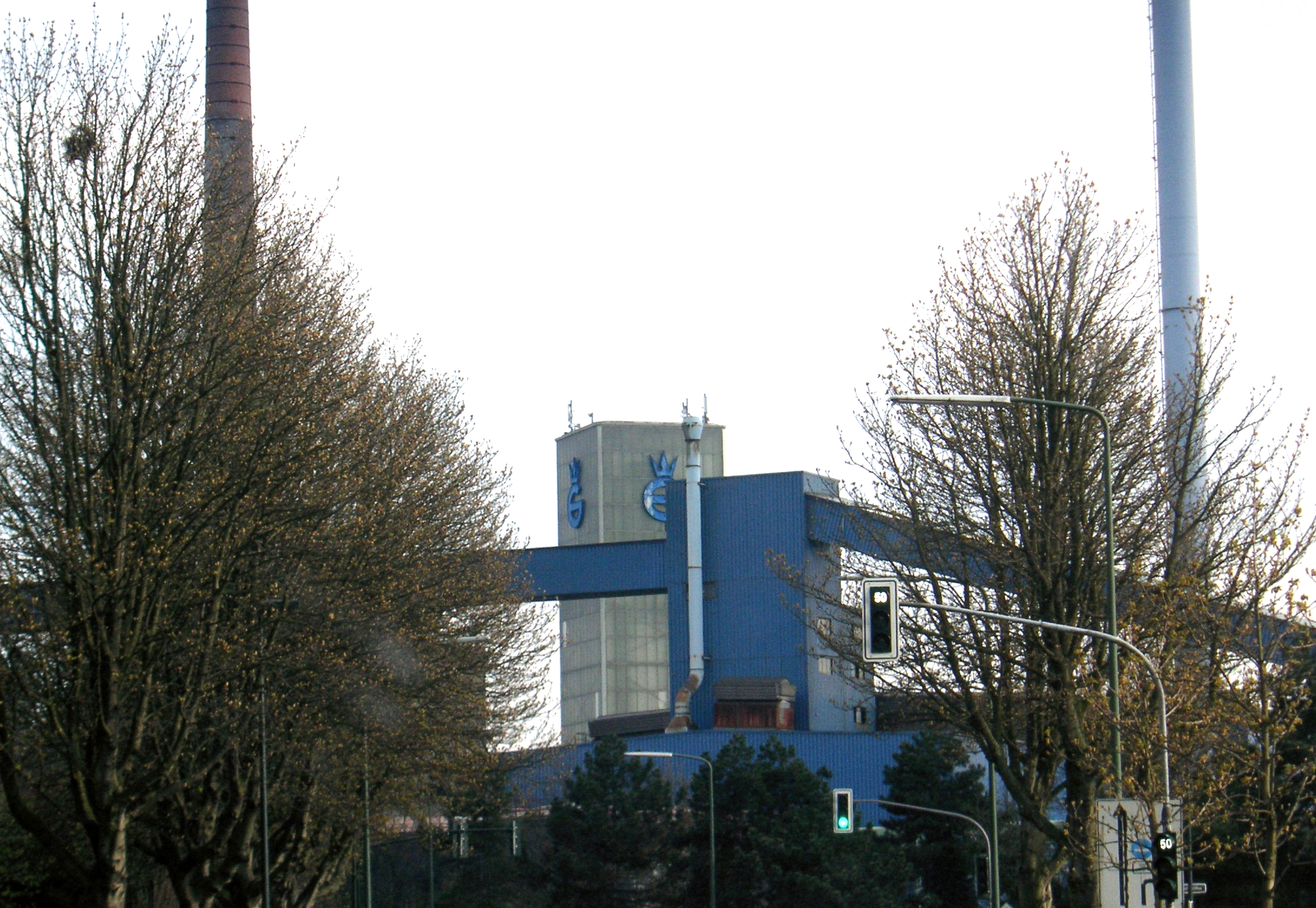
Die Glashütte im April 2008 vor der Demontage

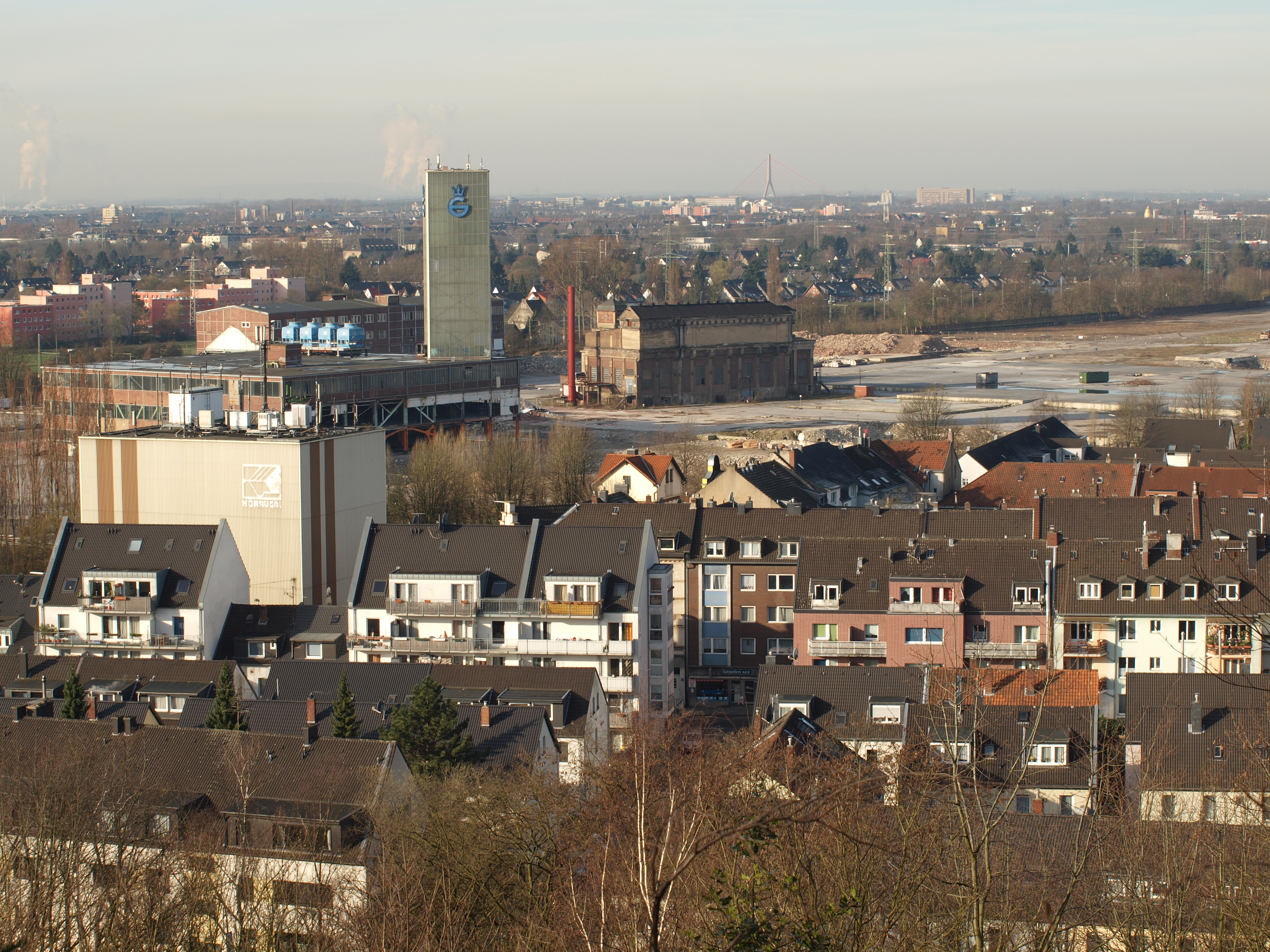
Gerresheim, Bunker und Gelände der ehemaligen Glashütte, März 2011

Eingemeindet nach Düsseldorf wurde Gerresheim erst 1909. Düsseldorf hatte vor allem Interesse an der wirtschaftlich erfolgreichen Glashütte, während die Stadt Gerresheim selbst finanziell zu schwach war, um weiterhin unabhängig von Düsseldorf zu existieren. So wurde Gerresheim bereits seit den 1880er Jahren aus Düsseldorf mit Wasser und Elektrizität versorgt. Auch die Anbindung an den ÖPNV war erst durch Unterstützung Düsseldorfs möglich geworden. Am 11. Oktober 1913 eröffnete in der Schule Unter den Eichen die erste Zweigstelle der Stadtbüchereien Düsseldorf in einem der neuen Stadtteile.
In der Weimarer Republik war Gerresheim, hier vor allem das Hüttenviertel, eine Hochburg der KPD, die hier Wahlresultate zwischen 64,5 und 77,5 Prozent erreichte. Selbst bei der Reichstagswahl am 5. März 1933 erhielt die bereits verbotene KPD in Unter-Gerresheim 37 Prozent der Stimmen. Die Nazis rächten sich am 5. Mai mit der „Razzia von Gerresheim“, als mehr als 3000 Mann von SA, SS, Polizei, Stahlhelm, Feuerwehr und Baubehörde das Hüttenviertel überfielen. NS-Gegner wurden misshandelt, zwischen 50 und 280 Gefangene ins Polizeipräsidium in der Mühlenstraße verschleppt. Bei einem Bombenangriff am 2. November 1944 starben über 30 Personen, als sie nach zu früh erfolgter Entwarnung einen Schutzbunker verließen. Die Gaststätte Rosenbaum im Zentrum Gerresheims und mehrere Wohngebäude an der Gräulinger Straße wurden von Bomben getroffen. Insgesamt überstand der Stadtteil die Bombardierungen des Zweiten Weltkriegs weitgehend unzerstört. Dies führte nach Kriegsende zu einem starken Zuzug von Menschen aus anderen Bereichen Düsseldorfs.
1947 wurde das Gymnasium Gerresheim für Jungen gegründet. 1950 folgte das Marie-Curie-Gymnasium für Mädchen. 1959 zog das Gymnasium Gerresheim in einen neu errichteten Schulkomplex an der Straße Am Poth. 1960 befand sich die Glashütte mit 10.000 Mitarbeitern und üppigen Dividenden auf ihrem wirtschaftlichen Höhepunkt. In dieser Zeit engagierte sich das Unternehmen finanziell im Stadtteil. Von 1966 bis 1970 wurden die Reste des alten Stiftsgebäudes denkmalpflegerisch instand gesetzt. Im Jahre 1970 wurde die 1100-Jahr-Feier Gerresheims begangen. Im selben Jahr erhielt das Marie-Curie-Gymnasium einen Neubau an der Gräulinger Straße neben der 1966 eingerichteten Feuerwache. 1971 wurde, an der Gräulinger Straße 120, ein großes Krankenhaus eingeweiht und an der Märkischen Straße eine Badeanstalt eingerichtet. Auf der Benderstraße wurden in den 1970er Jahren die letzten Baulücken geschlossen. 1974 begannen umfangreiche bis 1985 andauernde Sanierungsarbeiten an der Stiftskirche, die aufgrund statischer Probleme notwendig geworden waren. In den 1980er Jahren wurden zahlreiche Gebäude rund um den Gerricusplatz saniert. Die von 1989 bis 1994 währende Ortskernsanierung brachte Gerresheim eine neue Umgehungsstraße und eine Fußgängerzone. Die Straßenbahn wurde um den alten Ortskern entlang der ehemaligen Stadtmauer geführt. Ebenfalls in den 1990er Jahren entstand entlang der Bergischen Landstraße ein neues Wohnviertel, die Heinrich-Könn-Siedlung. Die letzten Baulücken in diesem Bereich wurden 2009 geschlossen.
Im September 2002 wurde das Gerresheimer Krankenhaus durch den Neubau einer 1,1 Kilometer langen und 18,4 Millionen Euro teuren Strecke an das Straßenbahnnetz angebunden. Nach Fehlern im Management, Überproduktion und Preisverfall wurden nach dem Verkauf an den weltgrößten Glasverpackungshersteller Owens-Illinois am 31. August 2005 die letzten Öfen nach 141 Jahren stillgelegt und die Glashütte geschlossen. Ende 2008 wurde mit der Erschließung des Geländes Am Quellenbusch mit dem Bau eines der größten Wohnneubaugebiete in Düsseldorf begonnen. Im März 2009 begann der Abbruch von Produktionsanlagen auf dem ehemaligen Glashüttengelände. Im Januar 2012 wurde bekanntgegeben, dass das 300.000 m² große Gelände zu 2/3 an den Augsburger Immobilienentwickler Patrizia verkauft wurde. 100.000 m² übernahm die Stadt Düsseldorf. Im Herbst 2012 begann Patrizia mit der Sicherung vorhandener Industriedenkmäler und der Bodensanierung auf dem Gelände, welches unter dem Namen Glasmacherviertel überwiegend der Wohnnutzung zugeführt und vermarktet werden soll.
Am 2. Juli 2017 führte die 2. Etappe der Tour de France über rund vier Kilometer durch den Ort.
Während der Hochwasserkatastrophe im Juli 2021 trat auch die Düssel über die Ufer und die Bewohner der Ostparksiedlung mussten ihre Häuser verlassen. Oberbürgermeister Stephan Keller sprach von einem „Jahrtausendhochwasser“.

### Wappen und Siegel

Siegel der Stadt Gerresheim, hier als Wappen abgebildet

Das Wappen der ehemaligen Stadt Gerresheim zeigt in gespaltenem Schild vorn in Silber einen blau gezungten roten steigenden zwiegeschwänzten Bergischen Löwen mit goldener Krone, hinten in Blau drei goldene Sterne. Der doppelschwänzige Bergische Löwe ist das Symbol der Grafen von Berg, Gerresheims einstiger Schutzmacht, und ist in zahlreichen Wappen der Gegend zu finden. Die Bedeutung der drei goldenen Sterne ist nicht sicher. Sie stehen möglicherweise für die Schutzpatrone der ersten Stiftskirche: Salvator (Christus), Gottesmutter (Maria) und den heiligen Hippolyt.
Das Gerresheimer Stadtsiegel wurde von 1393 bis 1684 unverändert gebraucht, danach bis 1813 mit kleineren Abweichungen. Das Siegel zeigt im Vordergrund eine Stadtmauer, die in der Mitte zu einem großen Tor führt. Da das Stift für die Stadt eine herausragende Bedeutung hatte, nahm der Siegelstecher die Stiftskirche in das Siegel auf. Flankiert wird die Kirche von zwei Gebäuden, dem Rathaus und der zweiten Kirche Gerresheims, der Stadtkirche St. Margareta, die auf dem heutigen Gerricusplatz stand. Oben links ist das Stadtwappen, wie vorher beschrieben, zu sehen. Die Umschrift um die vorgenannte Stadtansicht lautet: Sigillum oppidanorum in Gerishem (Siegel der Bürger in Gerresheim).
Wappen und Siegel der Stadt Gerresheim kamen im Rahmen der Auflösung des Herzogtums Berg außer Gebrauch und wurden durch den preußischen Adler ersetzt. Erst Ende des 19. Jahrhunderts, kurz vor der Eingemeindung nach Düsseldorf, besann man sich unter Bürgermeister Otto Bender auf das alte Wappen. Dabei wurden, historisch falsch, fünfzackige Sterne abgebildet und der Bergische durch einen Jülicher Löwen ersetzt. Korrekt sind laut Otto Hupp entweder das Wappen mit der Stadtansicht oder der Wappenschild ohne Stadtansicht, wie zu Beginn dieses Abschnittes beschrieben.

## Bevölkerung

### Bevölkerungsentwicklung
| Jahr | Bevölkerung | Quelle |
| 1350 | 400         |        |
| 1500 | 500         |        |
| 1797 | 600         |        |
| 1809 | 869         |        |
| 1816 | 841         | [ 40 ] |
| 1828 | 1072        |        |
| 1900 | 11.500      |        |
| 1909 | 15.556      |        |
| 1939 | 31.613      | [ 41 ] |
| 1947 | 40.000      | [ 42 ] |
| 1948 | 36.515      | [ 41 ] |
| 1970 | 30.307      |        |
| 1984 | 26.371      |        |
| 2000 | 27.877      |        |
| 2007 | 28.213      |        |
| 2008 | 28.117      |        |
| 2009 | 28.015      |        |
| 2010 | 28.003      |        |
| 2011 | 27.969      | [ 43 ] |
| 2012 | 28.089      |        |
| 2016 | 29.585      | [ 44 ] |

Auch nach der Eingemeindung nach Düsseldorf ist die Einwohnerzahl Gerresheims stetig gestiegen, mit einem Höhepunkt nach dem Zweiten Weltkrieg. Grund war der starke Zuzug aus anderen Stadtteilen in den weitgehend unzerstörten Ort. Ab den 1960er Jahren sank die Bevölkerung wieder auf unter 30.000 Einwohner mit einem Tiefpunkt 1984. Seit Mitte der 1980er Jahre stieg die Einwohnerzahl leicht an und stagniert seit Anfang der 1990er Jahre bei etwa 28.000 Einwohnern. Durch ein geplantes Neubaugebiet im Süden des Stadtteils und Verdichtung der Bebauung ist bis 2020 ein Bevölkerungszuwachs um etwa 3.000 Personen zu erwarten. Das Durchschnittsalter lag Ende 2007 mit 43 Jahren und 11 Monaten neun Monate über dem städtischen Durchschnitt. Der Anteil der weiblichen Einwohner lag im gesamtstädtischen Vergleich mit 52,9 % leicht höher. Der Anteil ausländischer Bürger lag 2006 bei 11,7 % und damit deutlich unter dem städtischen Durchschnitt von 17,1 %. Die Arbeitslosenquote betrug 15,98 %.

### Italienische Zuwanderung
Unter-Gerresheim ist von süditalienischen Zuwanderern geprägt, die in den 1950er und 1960er Jahren von der Glashütte angeworben wurden. Mittlerweile lebt dort bereits die vierte Generation der ehemaligen Gastarbeiterfamilien, die in Gerresheim heimisch geworden sind. Rund 900 Gerresheimer besitzen die italienische Staatsbürgerschaft. Zahlreiche italienische Restaurants, Bars, Pizzerien, Eisdielen und Feinkostgeschäfte in einer in Düsseldorf sonst nicht vorhandenen Dichte haben den Straßenzügen um die Heyestraße den Beinamen Klein-Italien eingebracht.

## Bebauung, Gliederung und Beschreibung des Stadtteils
Gerresheim war bis 1909 selbstständig und hat den Charakter einer eigenständigen Kleinstadt bewahrt. Die unbebaubaren Geländekanten, Waldgebiete, die sumpfigen Auen der Düssel, zwei Bahnlinien sowie die Gerresheimer Glashütte im Süden sorgen für eine Abgrenzung zu den benachbarten Stadtteilen. Gerresheim kann grob in drei Bereiche gegliedert werden, die sich in ihrer historischen und städtebaulichen Entwicklung stark unterscheiden.

### Alt-Gerresheim/Ober-Gerresheim

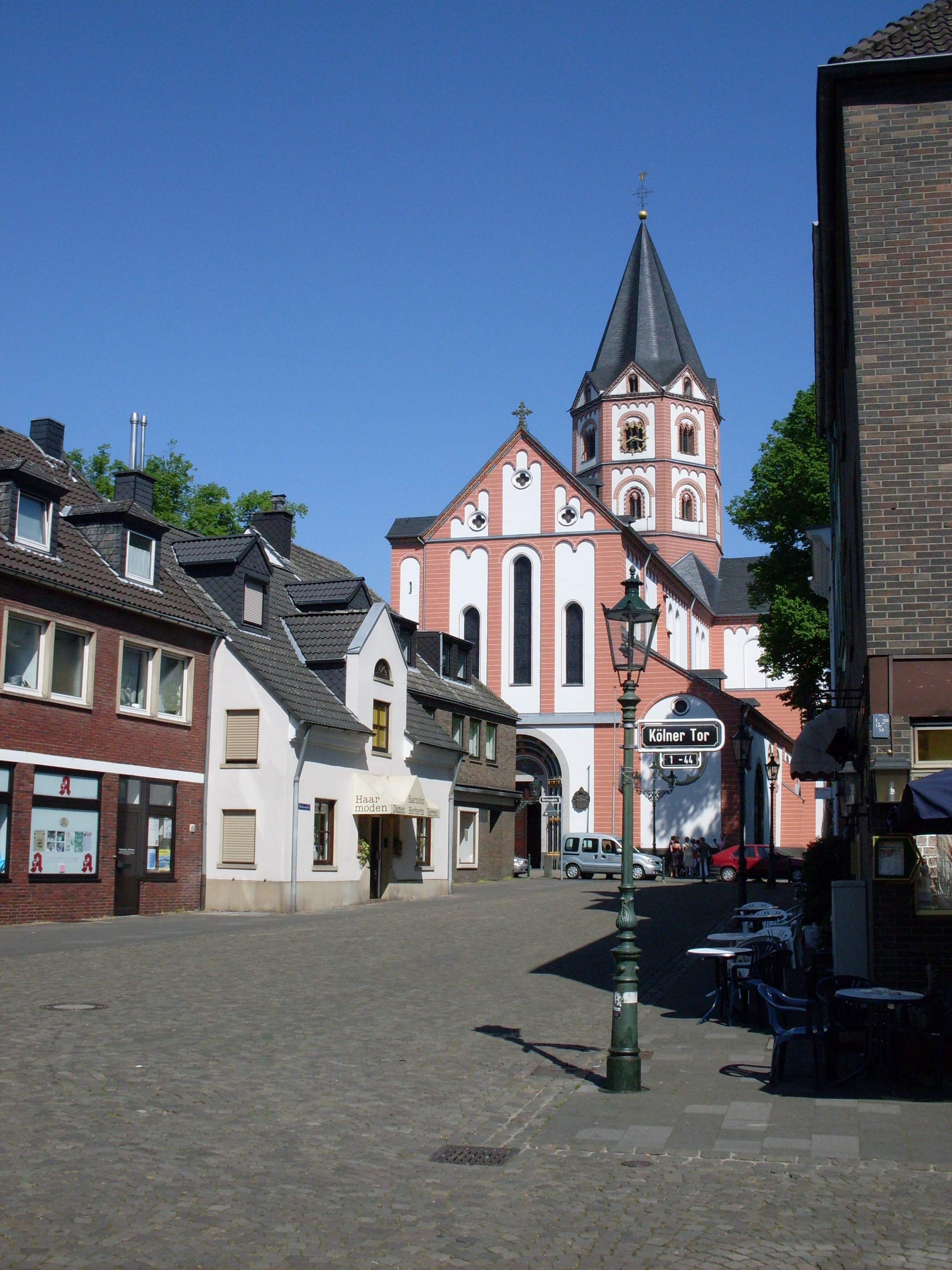
Flachsmarkt und die zum „Kölner Tor“ der ehemaligen Stadtmauer führende Straße

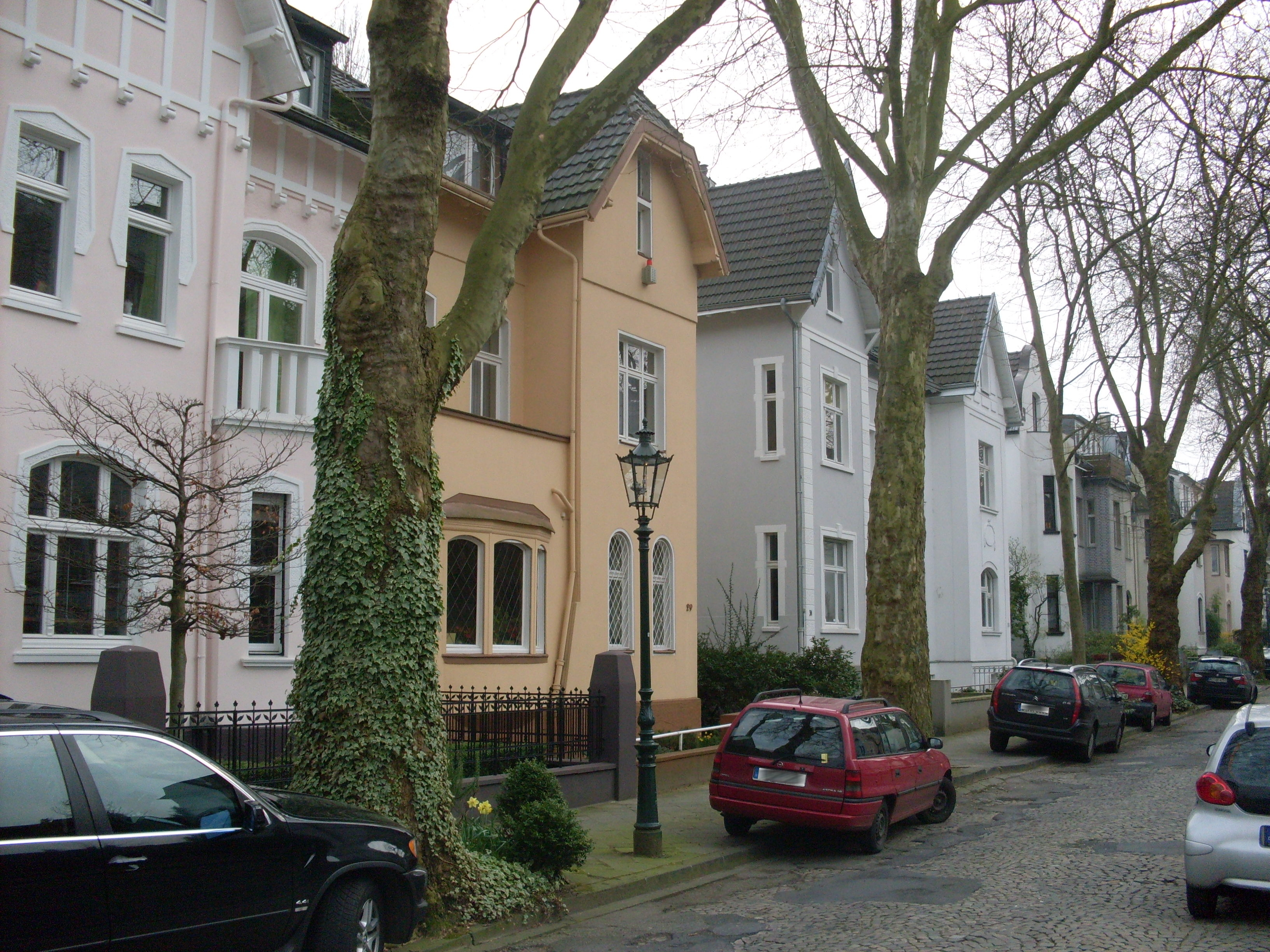
Jugendstilhäuser auf der Sonnbornstraße

Rund um die ehemalige Stiftskirche Sankt Margareta liegt der verkehrsberuhigte historische Ortskern mit mehreren Fachwerkhäusern. Die ehemaligen Hauptstraßen des Ortes, Kölner und Neusser Tor, sind heute zu großen Teilen Fußgängerzone.

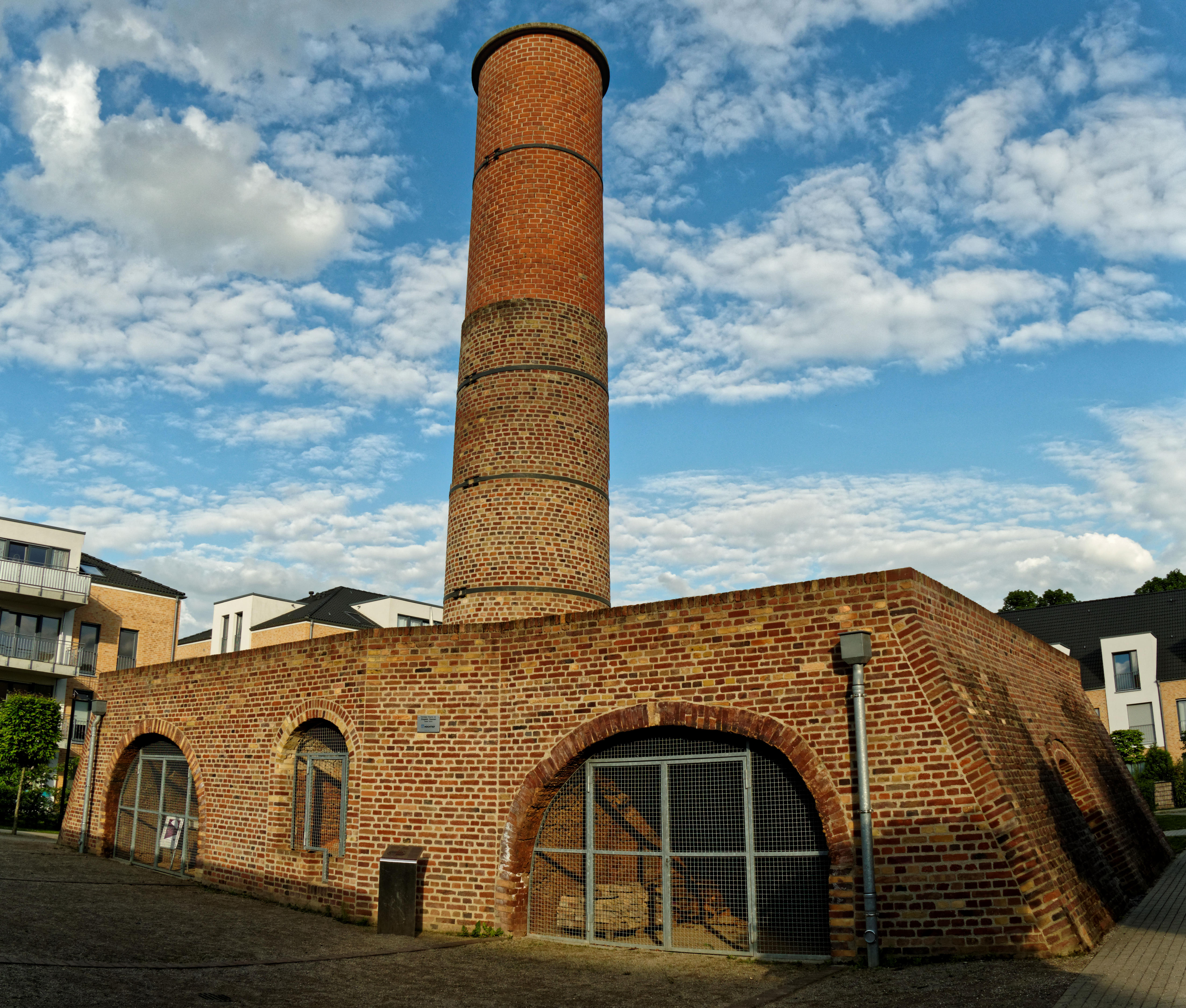
Ringofen der ehemaligen Ziegelei Sassen

Ausgehend vom historischen Ortskern hat sich Alt-Gerresheim zunächst entlang der Ausfallstraßen entwickelt. Eine besondere Rolle nimmt dabei die Benderstraße als Haupteinkaufsstraße des oberen Gerresheims ein. Nördlich der Benderstraße liegen größere Wohngebiete mit Reihenhaussiedlungen aus den frühen 1920er Jahren. Geschosswohnungsbau ist nur vereinzelt vertreten. Dort befinden sich auch einige Straßenzüge mit Einfamilienhäusern aus den 1950er und 1960er Jahren. Ab Anfang der 1990er Jahre wurde das Wohngebiet Heinrich-Könn-Straße erschlossen, wo verschiedene Wohnformen wie sozialer Wohnungsbau, moderne Townhouses und klassische Einfamilienhäuser sowie eine kleine Ökosiedlung in unmittelbarer Nähe zueinander verwirklicht wurden. Südlich der Benderstraße liegt das Wohngebiet Auf der Hardt, das nach dem gleichnamigen Hügel benannt ist und an dessen östlichem Hang die Straßenzüge verlaufen. Dieser Bereich zählt zu den besten Wohnlagen Düsseldorfs. Entlang der Sonnborn-, Iken- und Lakronstraße befinden sich zahlreiche Gebäude aus der Zeit vor dem Ersten Weltkrieg. Es handelt sich meist um guterhaltene Doppel- oder Einzelhäuser des damaligen Bürgertums mit großzügiger Jugendstil-Architektur. Prägend sind große Vorgärten und baumbestandene Straßenzüge. Im eigentlichen Ortskern sind viele Häuser jedoch aus rötlichen oder gelblichen Ziegelsteinen erbaut oder mit jenen verklinkert. Diese Ziegelsteine stammen aus den Ziegelbrennereien im Norden des Ortes am Wildpark, von denen einzig der Ringofen der Ziegelei Sassen als Industriedenkmal die Zeit überdauerte. Daneben gibt es weitere Straßenzüge mit Reihenhäusern aus der gleichen Baualtersklasse. In Alt-Gerresheim befinden sich das Bezirksrathaus des Stadtbezirks 7, ein Krankenhaus sowie zwei Gymnasien.

### Hüttenviertel/Unter-Gerresheim

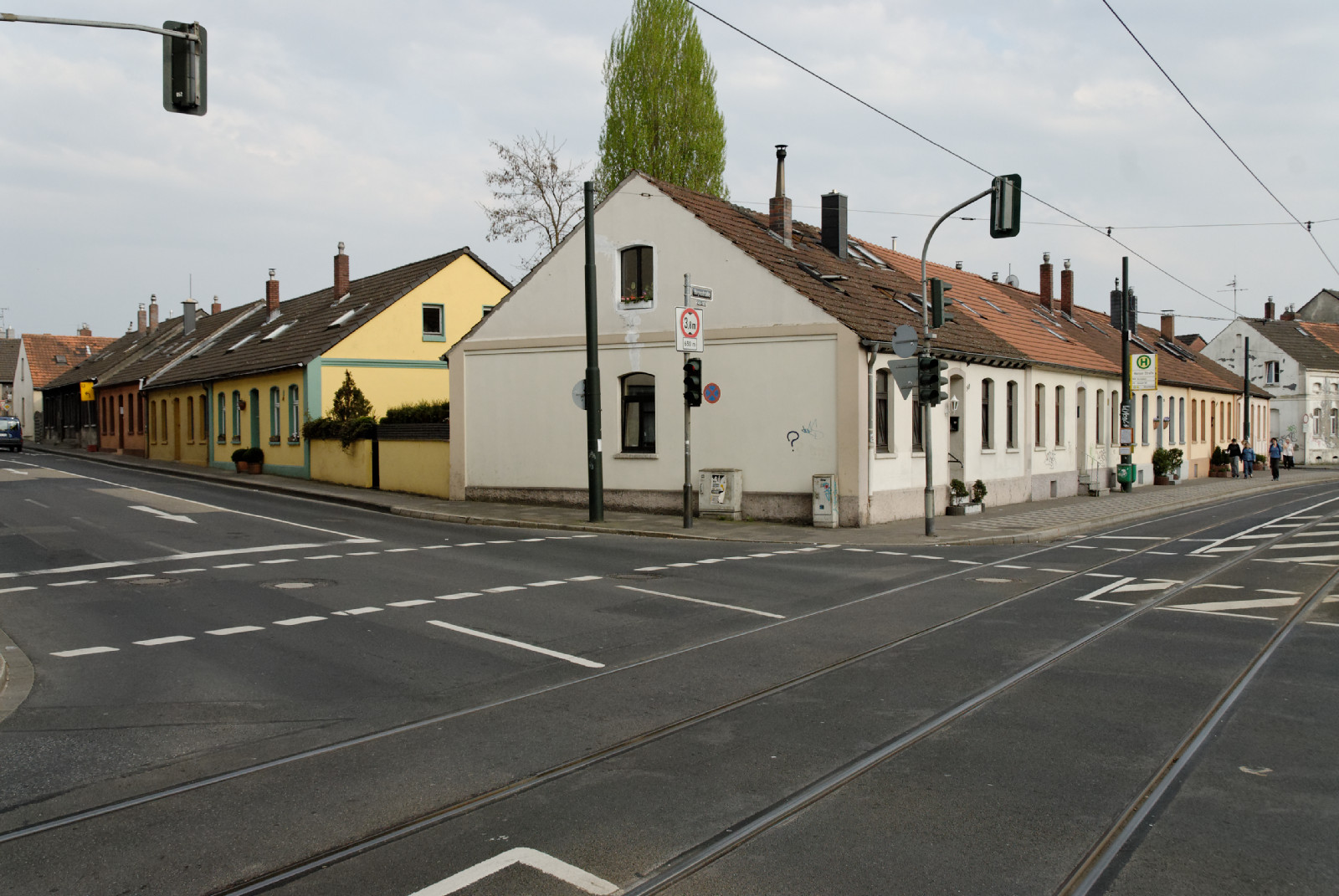
Denkmalgeschützte Arbeiterhäuser Heye-/Ecke Morper Straße

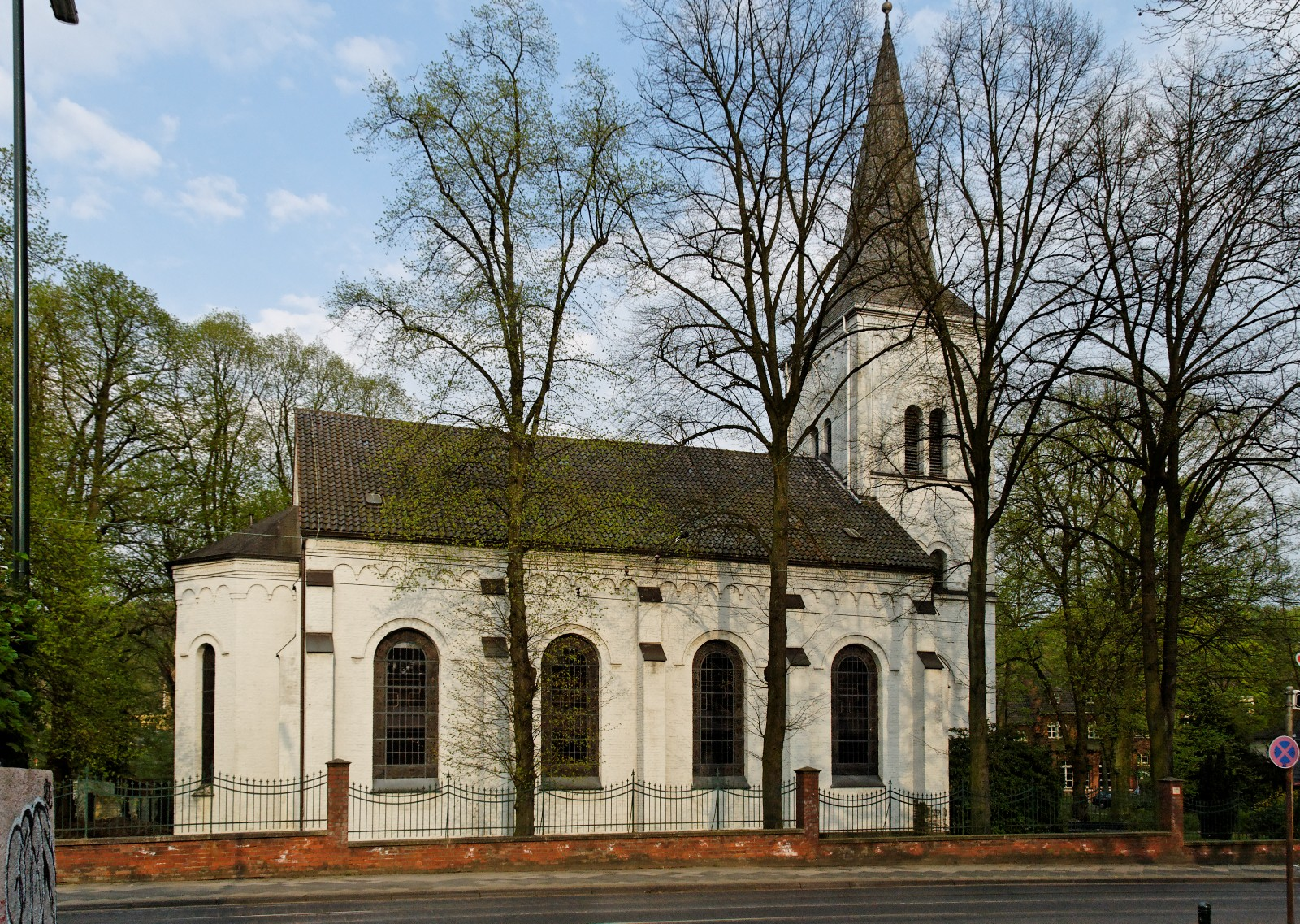
Evangelische Gustav-Adolf-Kirche

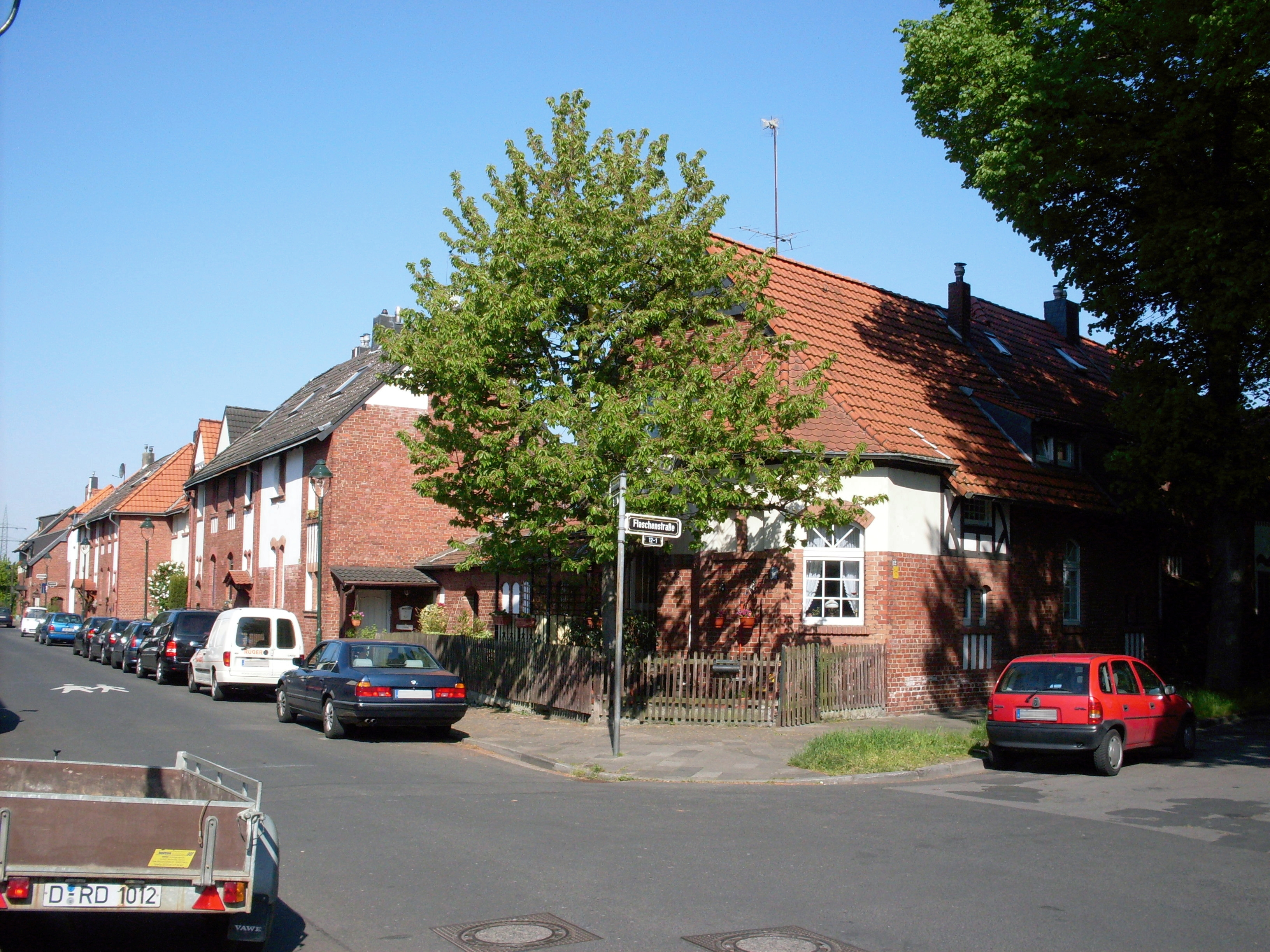
Meistersiedlung der Gerresheimer Glashütte

In der Nähe der Glashütte und des Gerresheimer Bahnhofs entstand im Süden Gerresheims, etwa zwei Kilometer vom alten Stadtkern entfernt, ab Mitte der 1860er Jahre eine neue Ansiedlung mit Arbeiterwohnungen. Diese Arbeiterstadt war nicht nur geografisch von Alt-Gerresheim getrennt, sondern bildete in religiöser und soziologischer Hinsicht einen Gegensatz zur ursprünglich bürgerlich-katholischen Bevölkerung. In Unter-Gerresheim setzte sich die Einwohnerschaft meist aus protestantischen Zuwanderern aus ganz Deutschland und dem Baltikum zusammen. Es entwickelte sich eine eigene Sprache, das Hötter Platt. Die soziologische Trennlinie zwischen dem bürgerlichen Alt-Gerresheim und dem Hüttenviertel verlief historisch in Höhe des ehemaligen Amtsgerichts und besteht zum Teil bis heute.
Die vom Bahnhof nach Alt-Gerresheim führende Heyestraße ist in ihrem südlichen Bereich die Einkaufsstraße des unteren Gerresheims. Östlich der Heyestraße, rund um die evangelische Gustav-Adolf-Kirche, liegt ein kleines gründerzeitliches Viertel mit Geschosswohnungsbau. Weiter südlich an der Heyestraße befinden sich die Werkswohnungen der Glashütte in Form von Reihenhäusern mit Nutzgärten. Diese Arbeitersiedlungen stehen zu großen Teilen unter Denkmalschutz. Optisch wird Unter-Gerresheim durch die mittlerweile stillgelegte Glashütte geprägt. 2008 wurden mehrere Werkstattverfahren und Bürgerbefragungen zur Umplanung des 31,5 Hektar großen Werksgeländes durchgeführt. Die endgültige Nutzung und Bebauung ist noch nicht festgelegt. Im März 2009 wurde mit dem Abbruch der Anlagen begonnen. Einzelne Gebäude sollen jedoch erhalten werden und wurden unter Denkmalschutz gestellt. Markant ist der achtgeschossige Hochbunker, der 1942/43 von französischen Kriegsgefangenen auf dem Gelände des Heyeparks erbaut wurde. Er ist mit hell- und dunkelbraunen Trapezblechen verkleidet und mit einem großen silberfarbenen Düsseldorfer Stadtwappen versehen.
Das Hüttenviertel selbst wird von den Bewohnern traditionell in einzelne Quartiere aufgeteilt. Die alten Siedlungsnamen wie Auf der Insel, Auf der Nachtigall oder Neustadt sind noch geläufig. Die politische Richtung einte große Teile der Gerresheimer Arbeiterschaft und die KPD war die beherrschende Kraft bis zur NS-Herrschaft.
Noch heute spielt die DKP eine besondere Rolle in der Kommunalpolitik Gerresheims und war dank der Wähler des Hüttenviertels bis 2009 regelmäßig in der ansonsten bürgerlich dominierten Bezirksvertretung des Stadtbezirks 07 vertreten.
Südlich der Glashütte, jenseits der Bahnlinie Düsseldorf–Wuppertal, liegt die in architektonischer Hinsicht bemerkenswerte Meister- oder Burghofsiedlung. Zu ihrer Entstehungszeit zwischen 1904 und 1906 wurden diese nach Vorstellungen von Hermann Heye errichteten Werkswohnungen als beispielhaft gelobt. Die zweigeschossige Anlage ist quadratisch angelegt und durch einen Torbogen zugänglich, der in einen großzügigen Innenhof führt und so an eine burgähnliche Anlage erinnert. Der Wechsel von Fachwerk und durch Backstein und weißen Putz gegliederte Fassaden mit zurückspringenden Eingangsbereichen und verspielten Giebeln sowie als Drachenkopf ausgebildeten Gratenderziegeln verstärken diesen Eindruck. Dieses für die Führungskräfte der Glashütte konzipierte Wohngebiet wurde 1982 als besonderes Beispiel für die Entwicklung der Lebensverhältnisse der Arbeiterschaft im Raum Düsseldorf in der Kategorie Wohn- und Siedlungsbauten/Arbeitersiedlungsbau unter Denkmalschutz gestellt.

### Torfbruchstraße, Dreherstraße und Quellenbusch
Der Bereich zwischen Torfbruchstraße und der Güterbahnstrecke Eller–Rath liegt südwestlich der Geländekante. Im Gegensatz zu Ober- und Unter-Gerresheim geht die Bebauung dieses Bereiches des Stadtteils an einigen Stellen nahtlos in die benachbarten Stadtteile über. An der Torfbruchstraße herrscht Geschosswohnungsbau, überwiegend aus der Nachkriegszeit, vor. Im Westen, an der Grenze zu Flingern, gibt es größere Einfamilienhaussiedlungen sowie diverse Schrebergartenkolonien. Hier ist die Bebauung eher aufgelockert. Weite Bereiche in diesem Teil Gerresheims wurden erst in den 1980er Jahren bebaut. Seit Anfang 2008 befindet sich an der Torfbruchstraße in einem Auf dem Quellenbusch genannten, 12,8 Hektar großen Gelände eines der größten Neubaugebiete Düsseldorfs. Erste Gebäude und Straßen wurden bereits Ende 2008 fertiggestellt. Dort sollen insgesamt 500 Geschosswohnungen und 310 Einfamilienhäuser entstehen.

## Sehenswürdigkeiten

### Basilika Sankt Margareta

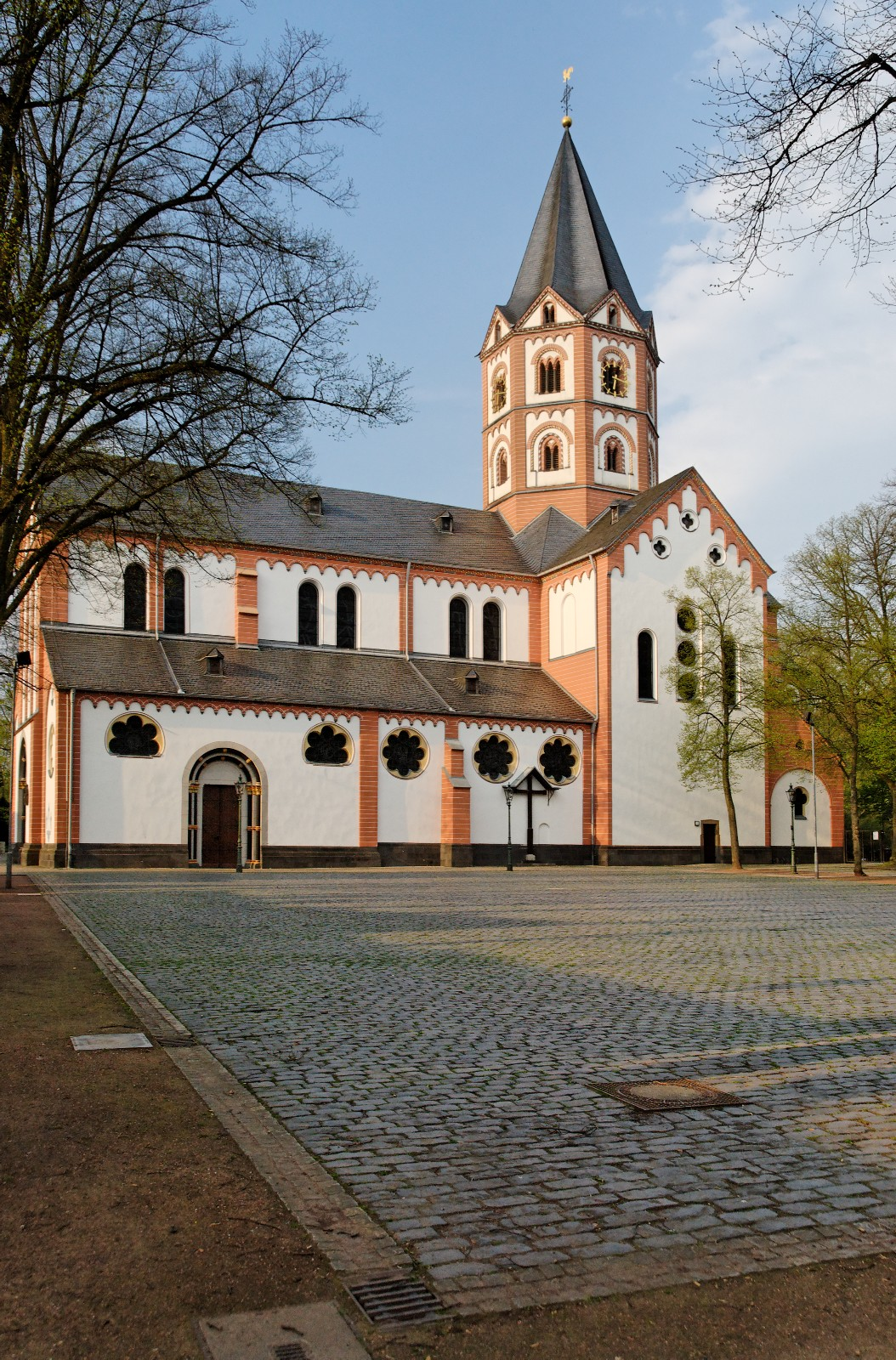
St. Margareta vom Gerricusplatz aus gesehen

Die größte Sehenswürdigkeit und weithin sichtbares Wahrzeichen Gerresheims ist die Katholische Basilika St. Margareta. Die romanisch-gotische Stiftskirche des Kanonissenstifts erhielt bei der Weihe 1236 den Hl. Hippolyt als Patron und trug den Namen „Monasterium Santi Hippolyti“. Sie befindet sich an der Stelle eines staufischen Vorgängerbaus und besitzt eine reiche Innenausstattung. Der Bau ist farblich gefasst, wie es häufig in der Rheinischen Romanik anzutreffen ist. Seit 1598 findet alljährlich die Blutprozession zur Verehrung einer Blutsreliquie, die die mit Christi Blut vermischte Erde vom Berg Golgatha enthalten soll, statt. Sankt Margareta wurde 1982 durch Papst Johannes Paul II. zur päpstlichen Basilica minor erhoben.

### Kirchenschatz der Stiftskirche und Stiftsgebäude

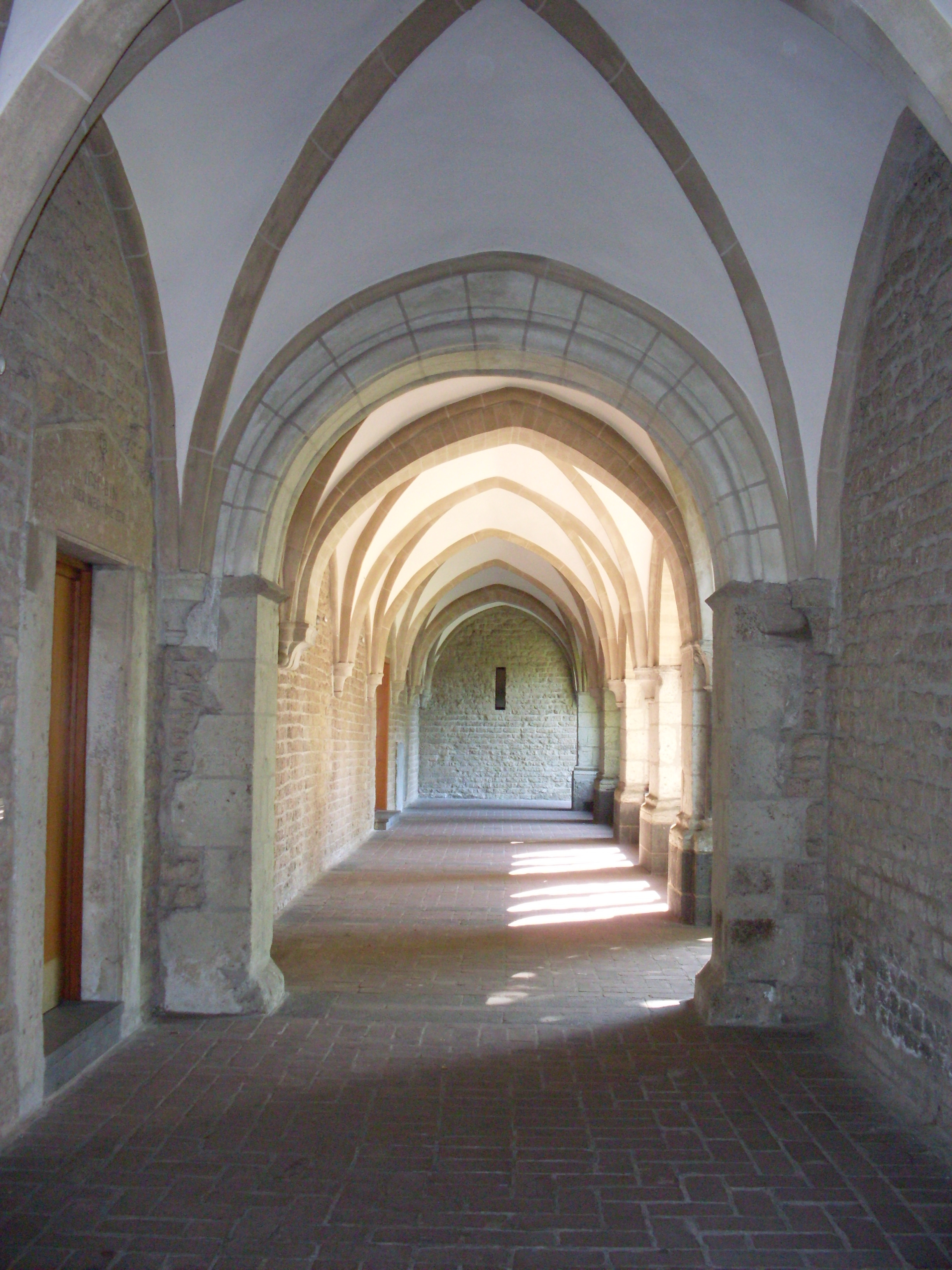
Kreuzgang des ehemaligen Stiftsgebäudes

Von besonderer Bedeutung ist der Hidda-Codex, ein ottonisches Evangeliar aus dem 11. Jahrhundert. Unter den weiteren Exponaten sakraler Kunst ist vor allem das Kruzifix aus dem 10. Jahrhundert zu nennen. Dieses wurde vermutlich im Jahre 970 der Gemeinde zur Einweihung der neuen Kirche vom Kölner Erzbischof geschenkt. Es ist damit neben dem Kölner Gerokreuz das älteste erhaltene Hochkreuz Europas. Sehenswert sind der restaurierte romanische Kreuzgang des Stiftsgebäudes aus dem 13. Jahrhundert, der Stiftssaal mit einer Wandkarte der weitläufigen ehemaligen Besitzungen des Stifts sowie der Innenhof.

### Gerricusplatz
Der rechteckige und weitläufige Gerricusplatz wird im Norden von der Basilika beherrscht. An den drei anderen Seiten befinden sich Bäume. Rund um den Platz liegen einige Fachwerkhäuser, die aus dem 17. und 19. Jahrhundert stammen. Die östliche Seite wird von einem Steinbau und aus dem Barock stammenden Fachwerkbauten gebildet. Hinter einem schmalen Durchgang liegt der Quadenhof, eine typische Wasserburg in Ziegelbauweise (wie in Westfalen), die in ihrer jetzigen Form aus dem frühen 15. Jahrhundert stammt. Die ehemalige Wasserburg war früher der Wohnsitz des Burgvogtes, der zugleich Schutzherr des Stiftes war. Die Burg sollte die kleine Stadt nach Osten hin absichern, wo aufgrund der sumpfigen Bodenverhältnisse keine Stadtmauer errichtet werden konnte. Der Gerricusplatz wird für verschiedene Veranstaltungen, wie beispielsweise den Weihnachtsmarkt, genutzt. Am südlichen Ende des Platzes befindet sich die Bronzestele des von Karl-Heinz Klein geschaffenen Heimatbrunnens, der Szenen aus der Gerresheimer Geschichte zeigt. Am 12. Juni 2010 wurde der Brunnen anlässlich des 60-jährigen Bestehens des Bürger- und Heimatvereins, der den Brunnen 1973 gestiftet hatte, um sechs zusätzliche Messingtafeln am Brunnenrand ergänzt.

### Sonstige Sehenswürdigkeiten
Am Neusser Tor befindet sich das 300 Jahre alte Kanonikerhaus, ein Fachwerkhaus, das der Architekt Aloys Odenthal Mitte der 1990er Jahre durch Meinhard Sucker original restaurieren ließ. An einer Stelle im Fachwerk wurde eine Glasscheibe eingesetzt, durch die die Konstruktionsweise und die verwendeten Materialien sichtbar werden. Bis April 2007 befand sich in diesem Gebäude ein Feinschmeckerlokal, so dass eine Innenbesichtigung möglich war. Seitdem wird das Haus zu Bürozwecken genutzt und ist nicht mehr öffentlich zugänglich.

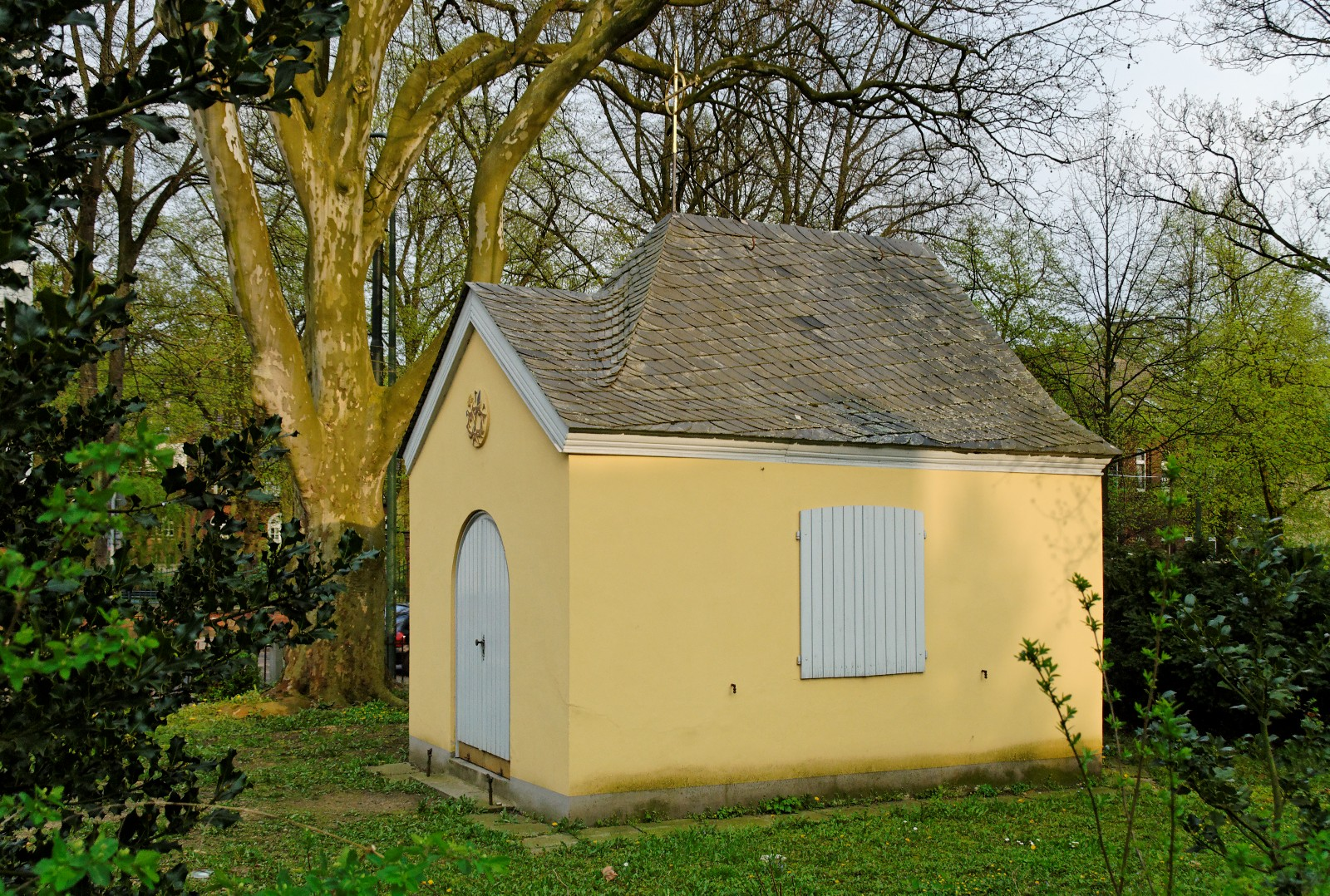
Blutskapelle

Die Evangelische Gustav-Adolf-Kirche wurde im Rahmen der sozialen Einrichtungen der Glashütte im Jahre 1878 von Ferdinand Heye errichtet. Hintergrund war die Zugehörigkeit zahlreicher zugewanderter Arbeiter zum evangelischen Glauben im ansonsten streng katholischen Gerresheim. Die im neoromanischen Stil erbaute Kirche liegt an der Heyestraße, eingebettet in einen kleinen Park und umgeben von einem Gründerzeitensemble mit Grundschule und Gemeindesaal. Gegenüber der evangelischen Kirche liegt die Blutskapelle, die 1725 an Stelle eines älteren Vorgängerbaus errichtet wurde. Seit 1598 ist dieser Ort das Ziel der Gerresheimer Blutsprozession. Die ursprüngliche Kapelle soll der Überlieferung nach von einem Ritter aus Eller errichtet worden sein, der von einem Kreuzzug eine Heiligblut-Reliquie mitgebracht hatte.
In Gerresheim fand 1738 der letzte Hexenprozess am Niederrhein statt. An Helena Curtens und Agnes Olmans, die am 19. August 1738 verbrannt wurden, erinnert ein von Gabriele Tefke gestalteter Gedenkstein an einem kleinen Platz an der Ecke Dreherstraße und Schönaustraße, gegenüber dem alten Friedhof. 2012 erhielt der Platz den Namen „Helena-Curtens-und-Agnes-Olmans-Platz“. Auch auf dem Heimatbrunnen am Gerricusplatz wird an das Ereignis erinnert.
Der 1906 angelegte Gerresheimer Waldfriedhof ist der drittgrößte Friedhof Düsseldorfs und insbesondere wegen seiner Lage am Hang der Gerresheimer Höhen und des Waldes sehenswert. Der alte Gerresheimer Friedhof an der Dreherstraße ist heute ein kleiner Park mit Kinderspielplatz. Der angrenzende Jüdische Friedhof der Gemeinde Adass Jisroel an der Mansfeldstraße, der sich in einem schlechten Erhaltungszustand befindet, ist nicht öffentlich zugänglich. Es handelt sich um den Begräbnisplatz der mutmaßlich bereits vor 1800 existierenden, aber erst seit 1809 bezeugten kleinen jüdischen Gemeinde in Gerresheim. Zwischen 1809 und 1872 war die Zahl der jüdischen Bewohner von 29 auf 52 Personen angewachsen. Mit der Eingemeindung 1909 wurden die jüdischen Bewohner Gerresheims der Düsseldorfer Synagogengemeinde zugeteilt. (Siehe auch: Synagoge (Gerresheim))

## Sport, Kultur und Freizeit

### Sport
Die DJK Sportfreunde Gerresheim 1923 e. V., der TV Grafenberg 1888 e. V., der TuS Gerresheim, der Düsseldorfer Sport-Club 1899 e. V., der Gerresheimer Turnverein sowie der Tennisclub Gerresheim sorgen für ein breites Sportangebot. Zwischenzeitlich gab es auch noch den FC Gerresheim, der sich aber Mitte des Jahres 2006 auflöste. Die HSG Gerresheim 04 ist die seit 2004 entstandene Handballspielgemeinschaft aus den Handballabteilungen der Vereine TuS Gerresheim, Sportfreunde Gerresheim und dem TV Torfbruch.
Die Schachfreunde Gerresheim wurden 1986 gegründet und entwickelten sich im Laufe der Zeit zu einem der erfolgreichsten Schachvereine der Landeshauptstadt. Mit etwa 120 Mitgliedern gehörten die Schachfreunde zu den mitgliederstärksten Schachvereinen Deutschlands. Der sportlich größte Erfolg war der Aufstieg in die 2. Bundesliga im Jahre 2005.
Gerresheim verfügt über eine moderne Vierfachsporthalle am Marie-Curie-Gymnasium und mehrere Sportplätze. An der Diepenstraße befindet sich das größte privat betriebene Sportcenter Düsseldorfs, das neben Fitness, Squash und Tennis ein breites Angebot wie Bowling, Climbing, Indoor-Soccer oder Billard anbietet.

### Brauchtum und Heimatgeschichte
Die St. Sebastianus-Schützenbruderschaft Gerresheim 1427 e. V. ist eine Gemeinschaft Gerresheimer Schützengesellschaften mit vielen traditionellen Vereinen, unter anderem der Gesellschaft Kaiser Friedrich 1898 und der 1. Hohenzollern-Kompanie 1907 Gerresheim. Einmal jährlich wird eine Kirmes veranstaltet.
Die KG Gerresheimer Bürgerwehr 1956 e. V. zählt zu den großen Karnevalsgesellschaften in Düsseldorf. Sie ist beim Bund Deutscher Karneval aufgrund der historischen Uniformen und Fahrzeuge, wie zum Beispiel Planwagen, „Feldt“-Apotheke und Kanone, als Corps eingetragen. Alljährlich nimmt sie am Düsseldorfer Rosenmontagszug teil. Seit 1976 findet am Karnevalssonntag der mittlerweile größte Veedelszoch in Düsseldorf mit bis zu 50.000 Besuchern in Gerresheim statt.
Der Bürger- und Heimatverein Gerresheim 1950 erforscht die lokale Geschichte und Kultur und gestaltet die Entwicklung des Ortes durch Bürgerforen mit.
Die Gerresheimer Mädchen sind ein 1973 gegründeter Heimatverein, der sich um Brauchtumspflege und soziales Engagement kümmert und für seinen jährlichen Tanz in den Mai über den Stadtteil hinaus bekannt ist.
Im Januar 2008 wurde der Förderkreis Industriepfad Düsseldorf-Gerresheim e. V., heute: Industriekultur Düsseldorf e. V., unter dem Vorsitz von Niklaus Fritschi gegründet. Dieser Verein setzt sich für den Erhalt historischer Industriedenkmäler in Gerresheim (z. B. Ringofen und Glashütte), aber auch im gesamten Stadtgebiet Düsseldorfs ein. Kernprojekt ist die Errichtung eines Industriepfades vom letzten erhaltenen Düsseldorfer Ziegelei-Ringofen an der Bergischen Landstraße bis zu den denkmalgeschützten Gebäuden der 2004 geschlossenen Gerresheimer Glashütte und zum einzigen heute noch existierenden Düsseldorfer Bahnhof aus der Zeit der 1838 erschlossenen ersten westdeutschen Eisenbahnstrecke. An den geplanten 25 Stationen befinden sich Informationssäulen. Der derzeitige Vorsitzende ist Franz Nawrath, Vertriebs- und Marketingmanager in einem Softwarehaus für die Stahlindustrie.
Seit 2018 erscheint vierteljährlich das Magazin GERRIKUSS, in dem Beiträge zur Geschichte Gerresheims veröffentlicht werden.

### Soziales
Die 1989 gegründete Bürgerhilfe Gerresheim kümmert sich um Jugend- und Altenhilfe sowie um soziale Probleme. Der 400 Mitglieder, darunter der ehemalige Düsseldorfer Oberbürgermeister Dirk Elbers, zählende Verein engagiert sich über den Stadtteil hinaus in Grafenberg, Ludenberg und Hubbelrath.

### Freizeit
Gerresheim wird im Norden und Osten von Wäldern begrenzt, die über ausgedehnte Spazier- und Wanderwege verfügen. Zahlreiche Attraktionen wie der Wildpark, die Rennbahn, verschiedene Biergärten oder Reitställe liegen zwar in den Nachbarstadtteilen, sind aber von Gerresheim aus bequem zu Fuß oder mit dem Fahrrad zu erreichen. Rund um das Kölner Tor haben sich zahlreiche gastronomische Betriebe angesiedelt, die bei gutem Wetter die Fußgängerzone als große Terrasse nutzen.
In Gerresheim finden regelmäßig ein Weihnachtsmarkt sowie im Herbst ein Weinfest statt.

## Wirtschaft, Infrastruktur und öffentliche Einrichtungen

### Wirtschaft
Mit der Schließung der Glashütte verlor der Stadtteil den letzten Industriebetrieb und zugleich den größten Arbeitgeber. Die Wirtschaft ist heute von Einzelhandel, Gastronomie und Handwerk geprägt. Da die Geschäfte in Gerresheim ein breites Sortiment anbieten, werden auch Kunden aus benachbarten Stadtteilen angezogen. Vor allem die Benderstraße ist als Einkaufsstraße beliebt. Große Arbeitgeber im Ort sind das von der Sana Kliniken AG betriebene Krankenhaus und eine Filiale der Bauhaus-Kette, die mit 28.000 m² Verkaufsfläche einer der größten Baumärkte Europas ist.

### Krankenhäuser
Das seit 1882 genutzte LVR-Klinikum an der Bergischen Landstraße ist in Trägerschaft des Landschaftsverband Rheinland und dient als Psychiatrische Klinik der Heinrich-Heine-Universität Düsseldorf. 650 Betten stehen für einen überregionalen Einzugsbereich zur Verfügung.
Seit 1971 verfügt Gerresheim über ein Krankenhaus, welches ursprünglich städtisch geführt wurde. Im Jahr 2007 wurde die Klinik an die Sana Kliniken AG verkauft, die das Haus als Sana Krankenhaus Gerresheim seither betreibt. Das Haus verfügt über zwölf Fachabteilungen und fünf medizinische Zentren, darunter eines von neun Brustzentren in Nordrhein-Westfalen. Die seit 1979 bestehende Kinderneurologie ist ebenfalls als interdisziplinäres Zentrum organisiert. Im Mai 2009 beschloss der Aufsichtsrat der Sana Kliniken, in Gerresheim einen Neubau mit 280 Betten und 19.000 m² Nutzfläche zu errichten. Die Grundsteinlegung zum Neubau erfolgte am 21. Mai 2010, die Fertigstellung Ende Juli 2012.

### Telekommunikation
Östlich des Ortskerns, an der höchsten Stelle der „Gerresheimer Höhen“ am Rotthäuser Weg, befindet sich ein 75 Meter hoher Fernmeldeturm aus Stahlbeton. Dieser Turm diente bis Ende der 1990er Jahre als Relaisstation für das A-, B- und C-Netz. Heute dient er überwiegend als Relaisstation für die Düsseldorfer Verkehrsbetriebe. Seine fernmeldetechnischen Aufgaben wurden weitestgehend vom 1982 neu errichteten Rheinturm übernommen. Seit 2018 wird von hier das Programm von Antenne Düsseldorf auf der UKW-Frequenz 104,2 MHz ausgestrahlt.

### Sonstiges
An der Heyestraße befindet sich eine Einrichtung des offenen Vollzugs der Justizvollzugsanstalt Düsseldorf in den Räumlichkeiten des ehemaligen Gerresheimer Amtsgerichtes.

### Feuerwehr
An der Gräulinger Straße 27 ist die Feuer- und Rettungswache 8 der Berufsfeuerwehr Düsseldorf stationiert.

## Verkehr

### Öffentlicher Personennahverkehr

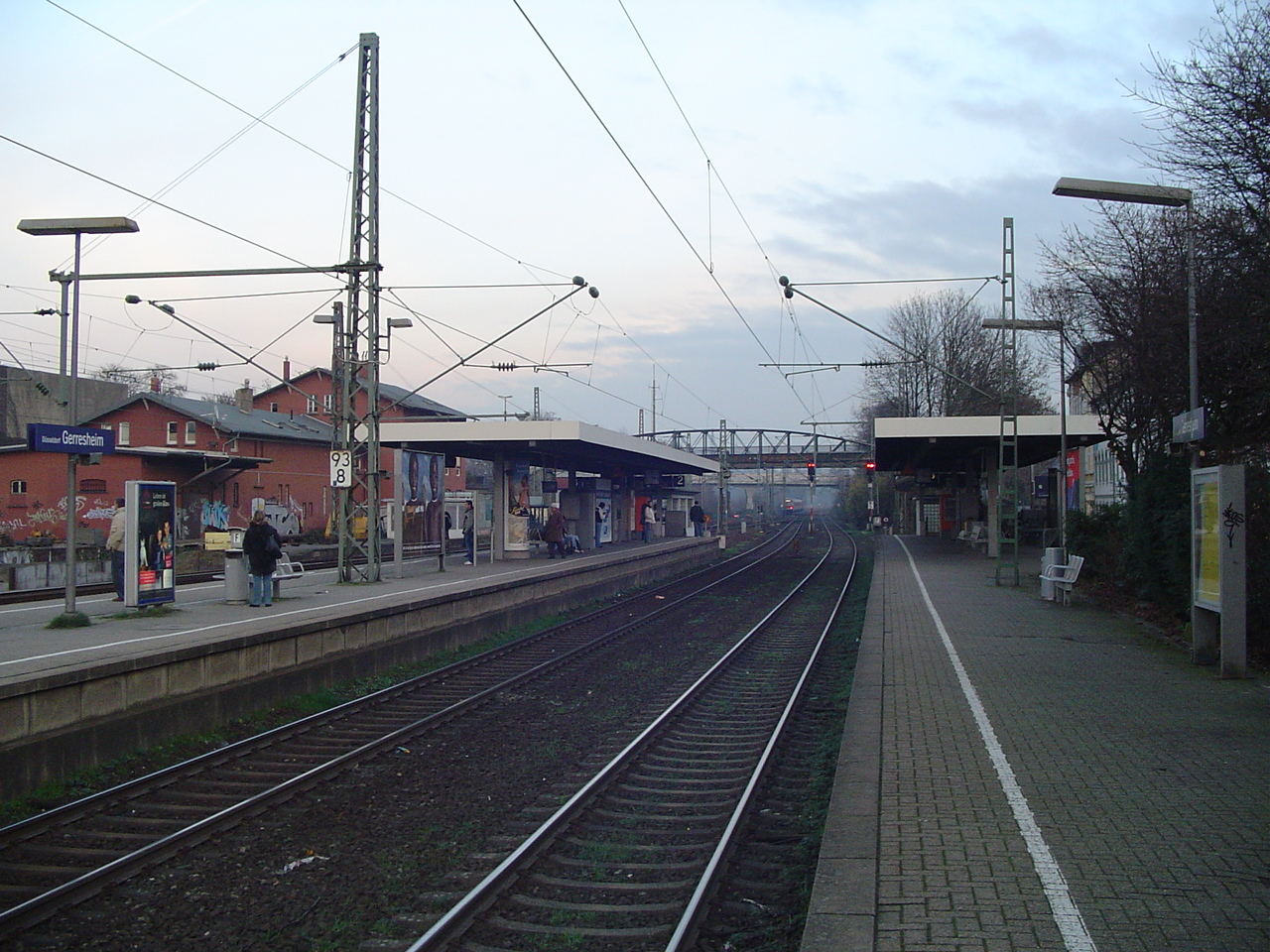
S-Bahnhof Gerresheim im Dezember 2006

Gerresheim verfügt seit 1838 über einen Bahnhof. Der Halt wurde als Teil der Verbindung Düsseldorf – Erkrath der Düsseldorf-Elberfelder Eisenbahn-Gesellschaft eröffnet und ist eine der ältesten Betriebsstellen in Deutschland. Der Streckenabschnitt ist heute Bestandteil der Bahnstrecke Düsseldorf–Wuppertal. Dort verkehren Züge der Linie S 8 (Hagen Hbf – Mönchengladbach Hbf) und S 68 (Wuppertal-Vohwinkel – Langenfeld (Rheinland)) sowie die Regiobahn S 28 (Wuppertal Hauptbahnhof – Mettmann Stadtwald – Kaarster See) der S-Bahn Rhein-Ruhr.
Ferner sind Ober- und Unter-Gerresheim durch die Stadtbahnlinie U73 (–Universität) der Rheinbahn AG, deren Endhaltestelle am Gerresheimer Bahnhof liegt, angebunden. Die Straßenbahnlinie 709 verbindet Gerresheim mit der Stadt Neuss und die Stadtbahnlinie U83 mit dem Düsseldorfer Süden nach Volmerswerth. Sie verlaufen auf Ludenberger Gebiet entlang der nördlichen Grenze Gerresheims und binden den Bereich rund um das Gerresheimer Krankenhaus an die Innenstadt an. Dadurch ist für den nördlichen Teil Gerresheims eine sehr schnelle öffentliche Anbindung zur Innenstadt gegeben.
Zur Erschließung des Entwicklungsgebietes Gerresheimer Glashüttengelände soll die Stadtbahnlinie U73 von der Haltestelle Gerresheim S entlang der geplanten Umgehung Gerresheim in Richtung „Nach den Mauresköthen“ verlängert werden. Hierdurch würden zwei weitere Haltestellen im Bereich des Erschließungsgebietes entstehen.
Des Weiteren erreichen die Buslinien 724, 725, 733, 737, 738, 781, NE 4 und NE 5 den Ortskern. Der Gerresheimer Bahnhof und Unter-Gerresheim sind über die Buslinien M1, 730, 734, 736, 737, 781 und NE 4 angebunden.

### Individualverkehr
Gerresheim verfügt über einen Anschluss an die B 7 im Norden des Stadtteils. Ansonsten gibt es nur untergeordnete städtische Straßen. Gut ausgebaut als Ausfallstraßen sind die Dreherstraße und Torfbruchstraße. Die Einkaufsstraßen Benderstraße und Heyestraße verfügen über zu wenig Parkraum. Der Durchgangsverkehr aus Erkrath und den benachbarten Stadtteilen führt gelegentlich zu Staus im Berufsverkehr. Durch die Neubaugebiete an der Torfbruchstraße und Am Quellenbusch wird eine weitere Zunahme des Individualverkehrs erwartet. Vor diesem Hintergrund plant die Stadt Düsseldorf seit Anfang 2000 eine südliche Ortsumgehung und Entlastungsstraße in Richtung Innenstadt entlang der S-Bahn-Strecke. Der erste Bauabschnitt wurde im Jahr 2001 mit dem Neubau einer Brücke über die S-Bahn-Linie erstellt. Konkretisiert wurden diese Planungen im Verkehrsentwicklungsplan von 2006 in Form eines Ausbaus der L 404, beginnend an der Vennhauser Allee/Rothenbergstraße über innerstädtisches Gebiet bis an den Innenstadtring (B 8). Der Name der neuen vierspurigen Straße lautet Ortsumgehung Gerresheim (L 404n). Durch die Produktionseinstellung der Glashütte 2004 und der damit möglichen Überplanung des Werksgeländes wurden die weiteren Arbeiten verzögert. In Gerresheim und den anderen betroffenen Stadtteilen Unterbach, Lierenfeld und Flingern Süd haben sich verschiedene Bürgerinitiativen gegen den mit Ratsmehrheit beschlossenen Bau dieser vierspurigen Entlastungsstraße gebildet. Es wird seitens der Gegner befürchtet, dass die neue Straße den Charakter eines Autobahnzubringers zur A 46 bekommen könnte und zugleich eine trennende Wirkung im Stadtteil entfalten würde. Die Stadt hat dazu Anfang Mai 2010 ein Gutachterverfahren in die Wege geleitet.

## Bildung

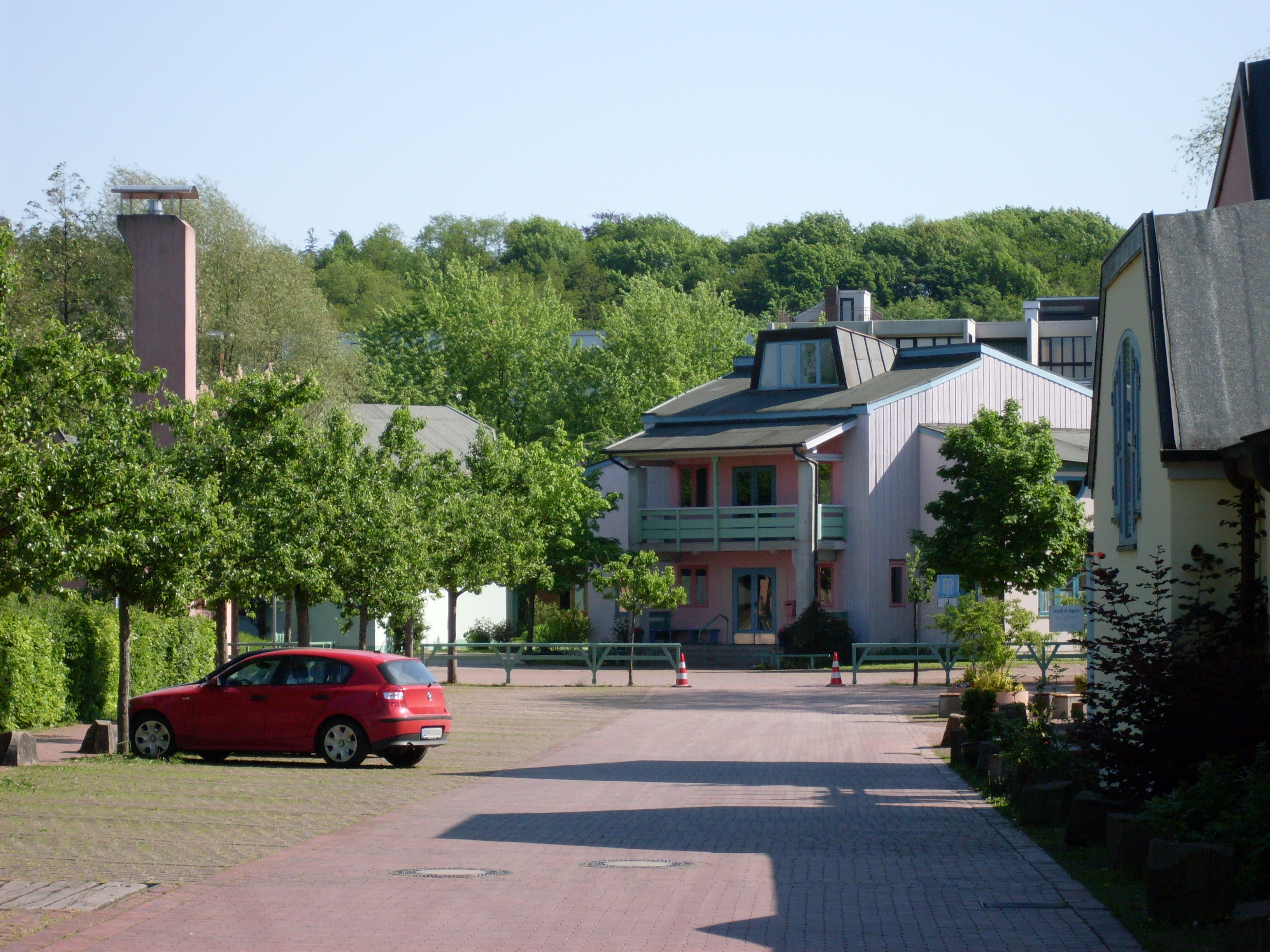
Waldorfschule an der Diepenstraße

Gerresheim verfügt über ein breites Schulangebot, welches sich auch an die benachbarten Stadtteile wendet. An den zehn städtischen Schulen waren 2006 insgesamt 3281 Schüler und Schülerinnen angemeldet. Damit ist Gerresheim nach Benrath der Stadtteil mit den meisten Schülern in Düsseldorf.
Es gibt vier Grundschulen, darunter zwei Konfessionsschulen, jeweils eine katholische (Unter den Eichen) und eine evangelische (Hanna-Zürndorfer-Schule) und zwei Gemeinschaftsgrundschulen, die Ferdinand-Heye-Schule und die Aloys-Odenthal-Schule, die zugleich seit 1964 die älteste Ganztagsgrundschule in Düsseldorf ist.
Die beiden, ehemals nach Geschlechtern getrennten Gymnasien bieten heute koedukativen Unterricht an. Das „Gymnasium Gerresheim am Poth“ verfügt über ein eigenes Schullandheim sowie ein Ruderhaus am Unterbacher See. Schwerpunkte sind Naturwissenschaften und Fremdsprachen. Das Marie-Curie-Gymnasium dagegen ist sprachlich-künstlerisch ausgerichtet.
Gerresheim ist seit 1979 ein Zentrum der Waldorfpädagogik. 1983 erfolgte der Neubau der Rudolf-Steiner-Schule nach anthroposophischen Grundsätzen. Unterrichtet werden rund 500 Schüler der Klassen 1 bis 13. Die Schule verfügt über einen professionell eingerichteten Konzertsaal, der neben schulischen auch für öffentliche Veranstaltungen genutzt wird.
Weiterhin gibt es im Stadtteil drei städtische Förderschulen, die Martin-Luther-King-Schule, die Theodor-Andresen-Schule und die Franz-Marc-Schule.
Von überregionaler Bedeutung sind die drei Einrichtungen für Hör- und Sprachgeschädigte, die LVR-Kurt-Schwitters-Schule (Förderschule mit dem Förderschwerpunkt Sprache, Sek1) sowie die Gerricus-Schule (Rheinische Förderschule mit dem Förderschwerpunkt Hören und Kommunikation Sekundarstufe 1) und die Johann-Heidsiek-Schule (Rheinische Förderschule mit dem Förderschwerpunkt Hören und Kommunikation Primarstufe).
Realschulen sind in den benachbarten Stadtteilen Vennhausen und Flingern zu finden. Gesamtschulen in unmittelbarer Nähe gibt es nicht.
Daneben gibt es Fachschulen des Sozial- und Gesundheitswesens sowie ein Erwachsenenbildungszentrum der ASG. Die städtische Clara-Schumann-Musikschule bietet in Gerresheim ein weitgefächertes Kursprogramm an.

## Persönlichkeiten

### Bürgermeister (der ehemaligen Stadt Gerresheim)
- 1806–Oktober 1813: Josef Dominik Freiherr von Reiner
- Januar 1814–Juni 1814: Franz Josef Kempgens
- Juni 1814–März 1817: Franz Löhr
- März 1817–Dezember 1822: Mathias Weißenfels
- Dezember 1822–September 1849: Hermann Leven
- Januar 1850–November 1850: Rottländer, Bürgermeistereiverwalter
- Dezember 1850–Januar 1852: Ludwig Clasen, Bürgermeistereiverwalter
- Januar 1852–April 1855: Felix Freiherr von Pelser-Berensberg
- Juni 1855–Januar 1865: Edmund van der Straeten
- Juli 1865–Mai 1869: Jacob Doetsch
- Dezember 1869–Mai 1873: Franz Josef Wirtz
- Juli 1873–Oktober 1877: Louis Ernst
- Februar 1878–Mai 1904: Otto Bender
- Oktober 1904–März 1909: Carl Ludwig Willi Hennighausen

### Ehrenbürger (der ehemaligen Stadt Gerresheim)
- 1895 Fürst Otto von Bismarck, Reichskanzler

### Persönlichkeiten, die in Gerresheim gewirkt haben

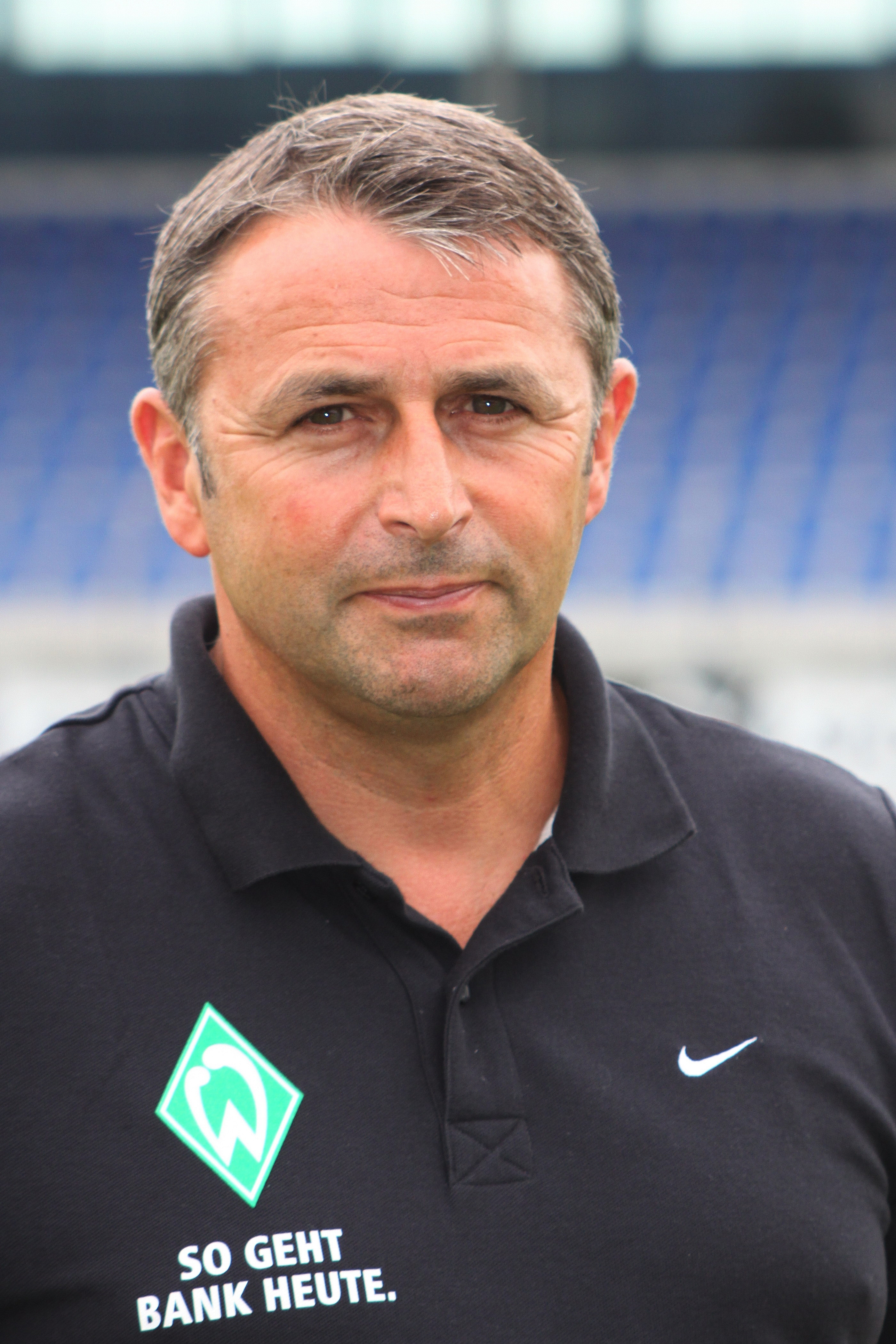
Klaus Allofs, bekanntester zeitgenössischer Gerresheimer

- Klaus (* 1956) und Thomas Allofs (* 1959), Fußballspieler bei Fortuna Düsseldorf, starteten ihre Karriere in der Fußballmannschaft der Katholischen Volksschule Unter den Eichen und im TuS Gerresheim
- Theodor Andresen (1907–1945), Bauunternehmer, Widerstandskämpfer gegen das NS-Regime
- Adolph Bermbach (1821–1875), Politiker, Mitglied der Frankfurter Nationalversammlung, Stadtrat in Gerresheim
- Max Coninx (1874–nach 1941), Jurist und Reichsgerichtsrat
- Klaus C. Engelen (* 1936), Wirtschaftsjournalist, besuchte das Gymnasium Gerresheim, wo er 1957 das Abitur ablegte
- Ursula Engelen-Kefer (* 1943), Gewerkschaftsfunktionärin, 1975/76 Schriftführerin im SPD-Ortsverband Gerresheim-Nord[71]
- Anton Fahne (1805–1883), Jurist, Historiker, Genealoge und Stadtrat
- Karlhans Frank (1937–2007), Schriftsteller und Regisseur, wurde in Gerresheim geboren
- Emil von Gahlen (1828–1919), Fabrikant und Wegbereiter der Industrialisierung Gerresheims
- Bert Gerresheim (1935–2025), Bildhauer, lebte zeitweilig auf der Pfeifferstraße
- Gerricus, fränkischer Edelmann, Gründer von Gerresheim
- Herbert Götzinger (1928–1976), Gerresheimer, Düsseldorfer Original und Künstler (Gruppe 53), bekannt durch seine Atims
- Günter Gruschwitz (1928–2018), Kirchenmusikdirektor der ev. Apostelkirche
- Ferdinand Heye (1838–1889), Industrieller, Gründer der Gerresheimer Glashütte
- Hermann Heye (1865–1941), Industrieller
- Theodor Kirsch (1847–1911), Richter am Gerresheimer Amtsgericht, Reichstagsabgeordneter
- Ernst Otto Köpke (1914–2009), Maler, Glasmaler, Schöpfer von Kirchenfenstern, gestaltete 1960 die Altarwand der Apostelkirche
- Karl-Heinz Krems (* 1955), Politiker, NRW-Staatssekretär
- Peter Kürten (1883–1931), Deutscher Serienmörder, besuchte die Volksschule in Gerresheim
- Manfred Lahnstein (* 1937), Politiker, ehem. Bundeswirtschaftsminister, besuchte das Gymnasium Gerresheim, wo er 1957 das Abitur ablegte
- Bernd Liffers (* 1958), Kirchenmusiker, wirkte von 1982 bis zu seiner Kündigung 1986 an der Basilika St. Margareta
- Joseph Losenhausen (1852–1919), Kaufmann und Unternehmer, wurde in Gerresheim geboren
- Agnes von Mansfeld-Eisleben (1551–1637), protestantische Kanonissin des Stifts
- Karl Müller (1893–1949), Rechtsanwalt, Widerstandskämpfer gegen das NS-Regime
- Peter Joseph Neunzig (1797–1877), Arzt und Revolutionär im Vormärz
- Aloys Odenthal (1912–2003), Architekt, Widerstandskämpfer gegen das NS-Regime und Ehrenbürger von Düsseldorf, lebte in Gerresheim und hatte auf der Lakronstraße sein Architektenbüro
- Jürgen Prochnow (* 1941), Schauspieler, lebte zeitweilig in Gerresheim
- Arnold Robens (1758–1820), Geheimschreiber der Jülichschen Ritterschaft
- Karl Röttger (1877–1942), Schriftsteller, lebte und arbeitete in Gerresheim
- Wilhelm Schäfer (1868–1952), Schriftsteller, lebte und arbeitete in Gerresheim
- Katrin Schusters (* 1997), Leichtathletin, in Gerresheim geboren und aufgewachsen
- Konrad Skrentny (1894–1955), Gewerkschafter und KPD-Reichstagsabgeordneter
- Marie-Agnes Strack-Zimmermann (* 1958), Bundestagsabgeordnete, Stv. Bundesvorsitzende der FDP, war Vorsitzende des Pfarrgemeinderates von St. Margaretha
- Volker Strassen (* 1936), Mathematiker, wurde in Gerresheim geboren[72]
- Karl Trabalski (1923–2009), Landtagsabgeordneter, langjähriger Vorsitzender des SPD-Ortsverbands Gerresheim-Nord
- Ursula Trabalski (1921–1992), Kommunalpolitikerin
- Otto Volkmann (1888–1968), Dirigent und Musikdirektor
- Hugo Weidenhaupt (1923–2007), Historiker, Düsseldorfer Stadtgeschichtsschreiber, war Lehrer am Gymnasium Gerresheim
- Hadwig von Wied (vermutlich vor 1120 – vermutlich vor 1172), Äbtissin der Stifte von Gerresheim und Essen
- Willi Wigold (1909–1944), Fußballspieler, wuchs im Stadtteil auf
- Rainer Maria Woelki (* 1956), Erzbischof von Köln, war Diakon in St. Katharina
- Hannele Zürndorfer (1925–2023), Schriftstellerin, Verfolgte des NS-Regimes

## Wanderwege
Folgende Wanderwege beginnen in oder führen durch Gerresheim
- ehemaliger Residenzenweg, Markierung „X7“ Gerresheim Bahnhof–Arnsberg, 2014 vom SGV aufgegeben.
- Düsseldorfweg, Markierung „D“ Benrath–Kaiserswerth